# 中野区
中野区（なかのく）は、東京都区部の西部に位置する特別区。面積は15.59平方キロメートルで、東京23区のうち14番目。隣接している区は、北から時計回りに練馬区、豊島区、新宿区、渋谷区、杉並区である。

## 概要

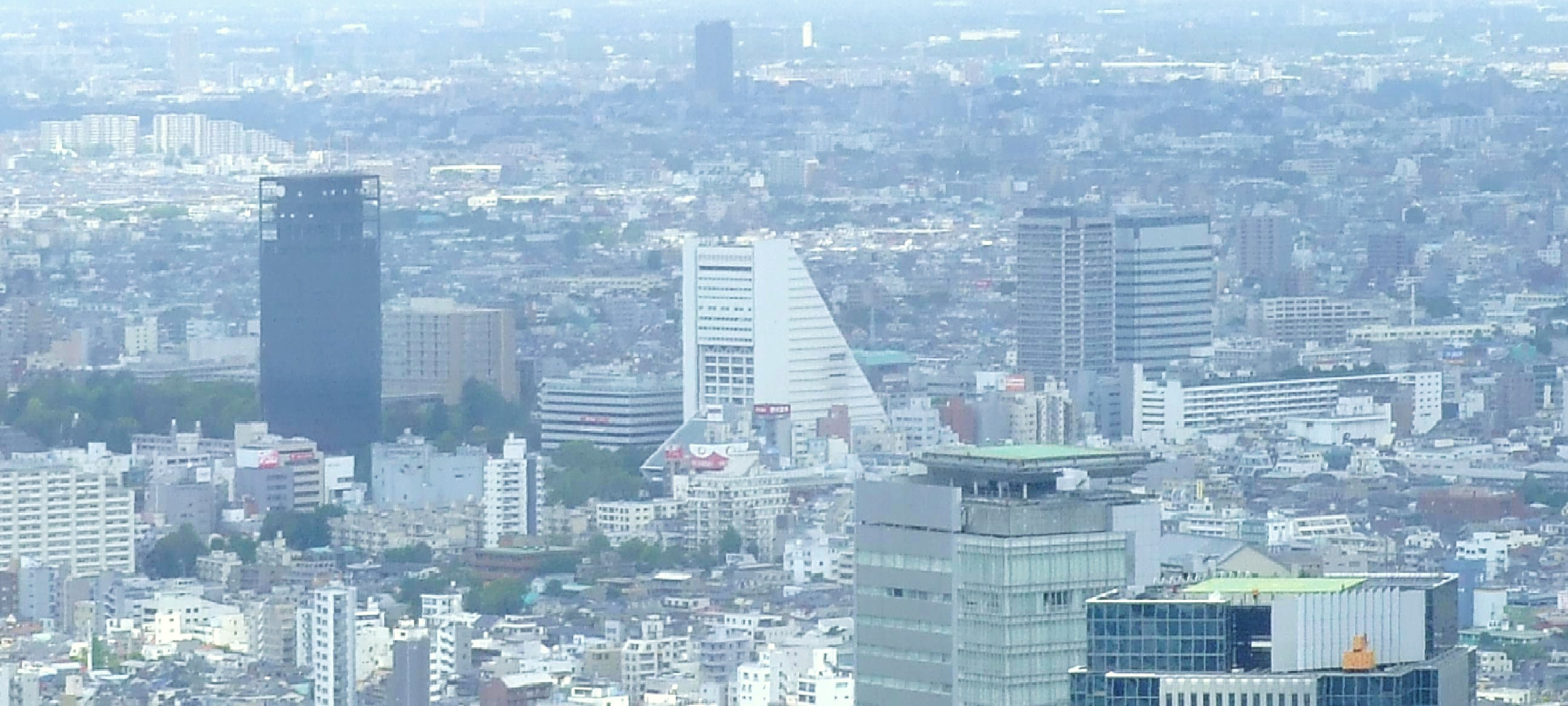
中野区市街地を望む

旧東京府東多摩郡の東半にあたる。現在は東京都区部の西部にあり、地形的には武蔵野台地の一角である。
鉄道交通では多摩地域と東京都心・副都心を結ぶ位置にあり、JR中央線および相互直通運転する東京メトロ東西線のほか、西武新宿線、東京メトロ丸ノ内線と東西に鉄道が通っている。区役所や中野ブロードウェイ、中野サンモール商店街などがある中野駅周辺は繁華街となっているほか、さらに大きな繁華街である新宿とは鉄道・路線バスの両方で、池袋や渋谷とは路線バスで結ばれており、利便性が高い。
産業は、江戸時代には畑作を中心とする近郊農業と製粉、味噌・醤油醸造など食品工業が整備され、江戸町民の旺盛な食料消費を支える立場にあった。明治中期以降、都心からの転居者などにより人口が増加する。特に1923年の関東大震災以降は浅草から新井薬師周辺へ仏教寺院の移転が始まり、近隣の落合斎場（新宿区上落合）との相乗効果もあって葬祭関連の産業もみられる。第二次世界大戦前は東中野1丁目・2丁目界隈は帝国軍人の街として知られていた。
東京の人口増加に伴い、住宅地化も急速に進んだ。1960年代までに農地はほとんど姿を消した。明治以降、工場立地もある程度進んだが、企業城下町のような工業的発展はない。その他商業、オフィス街としての発展は戦後それなりにあったが、道路網が全般的に脆弱であるため、中野駅周辺は東京の都心や新宿・池袋の副都心地域、さらには都心隣接の旧下町エリアほどの大規模な商業地区化には至らなかった。近年は、新宿に近い中野坂上地区が再開発されて超高層ビルも建ち、コンピュータ・ソフトウェア関連など会社も進出し、中野坂上は「新宿副都心」と呼ばれている。中野駅周辺でも2012年には駅北西の警察学校跡地が再開発されて「中野四季の都市（なかのしきのまち）」が街びらきした。「囲町（かこいちょう）」「なかの新都心」などと呼ばれることがある。
中央線沿線地区を中心に専門学校が数多く存在する。また1950年代以降、多くの漫画家が住んだため、現在も漫画・アニメーション制作は、隣接する杉並区や練馬区、三鷹市などと並んで盛んであり、日本有数のアニメ制作会社の集積地である。
人口密度は22,238.87人/km2（2024年1月1日推計）で日本で第2位。なお、1位は東京都豊島区22,569.41人/km2。市では埼玉県蕨市13,986.69人/km2が最高。
上記のように道路都市基盤が脆弱であり、2012年4月1日時点、道路率は12.8%で23区中21位。狭幅員道路率は84.0%で23区中最下位である。また、一人当たりの公園面積率は2012年4月1日時点1.33%で、東京23区中22位である。南部を神田川が東流するほかは大きな川がなく、公園を含む緑地が少ない結果として人口密度が高くなっている。

### 住宅地

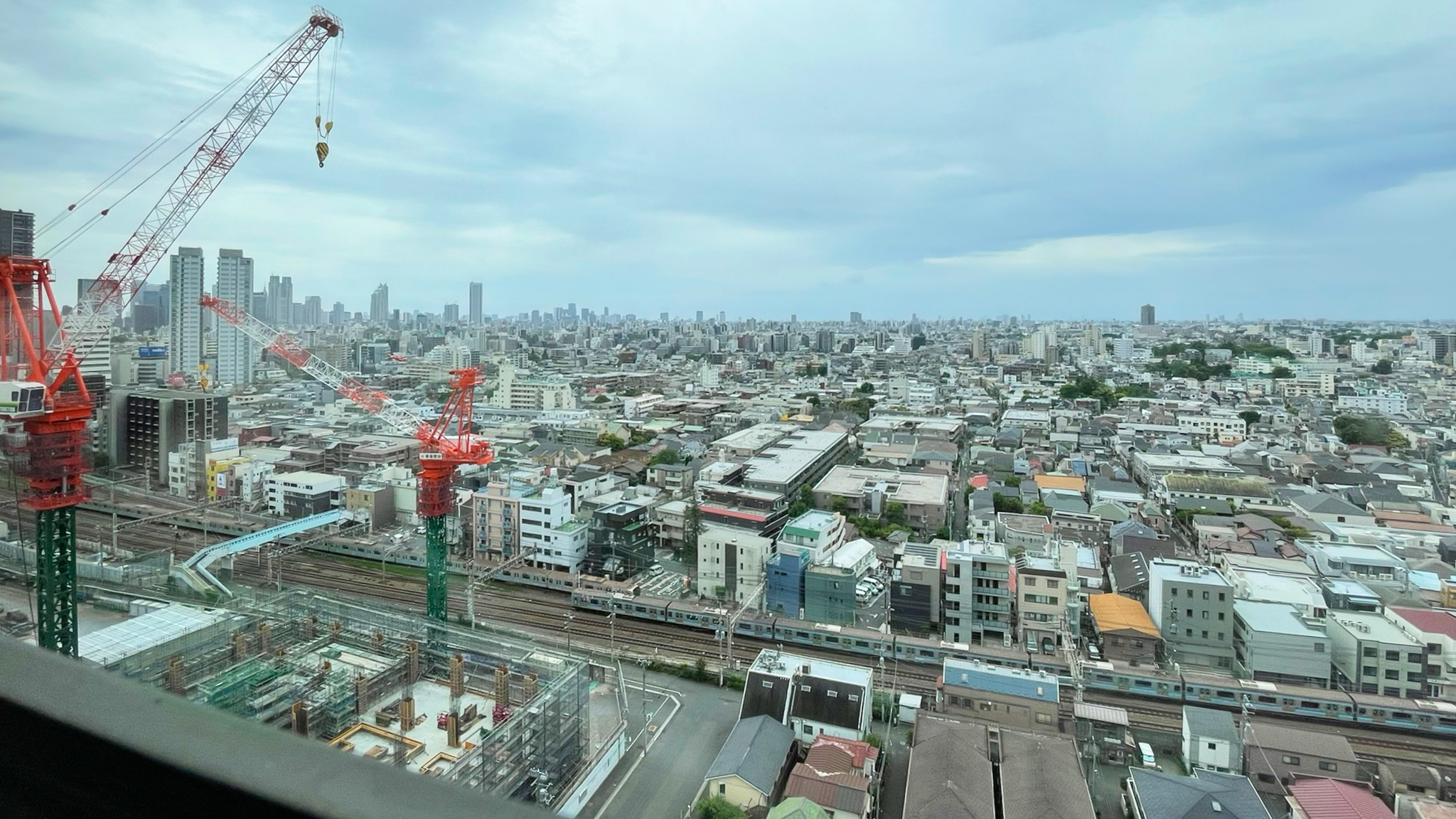
中野区南部の住宅地の景観

区内全域にわたり戸建住宅や集合住宅が密集して広がっている。低層建築物がほとんどを占めているが、主要道路に面した地域には中層〜高層マンションが多い。区内には木造住宅密集地域（木密地域）が多く、また賃貸住宅の比率が高いため、人口の流動性が高い。建蔽率が高く、隣家との間隔が1m未満の場合であることも珍しくない。緊急車両の進入が困難な狭隘道路が網の目のように存在する。近年では道路拡張などが行われ、耐震構造の住宅も増加しつつあるが、ほとんどが木造住宅であることから、大地震の際には火災危険度が非常に高いとされる。そういった地域は家賃が安く交通が便利なことから、20〜30歳代の若年層の居住がきわめて多く、子供が少ない。

### 商業地
区の中心となる中野駅周辺には複合商業施設である中野ブロードウェイと丸井中野店のほか、中野サンモール商店街などが立地する。丸井は中野駅前が創業の地であり、現在も本社がある。その他、各所に個人経営が中心の商店街が存在する。

## 人口
| |                                        |  |
| 中野区と全国の年齢別人口分布（2005年） | 中野区の年齢・男女別人口分布（2005年） |  |
| ■紫色 ― 中野区 ■緑色 ― 日本全国 | ■青色 ― 男性 ■赤色 ― 女性              |  |
| 中野区（に相当する地域）の人口の推移 \| 1970年（昭和45年） \| 378,723人 \| \| \| 1975年（昭和50年） \| 373,075人 \| \| \| 1980年（昭和55年） \| 345,733人 \| \| \| 1985年（昭和60年） \| 335,936人 \| \| \| 1990年（平成2年） \| 319,687人 \| \| \| 1995年（平成7年） \| 306,581人 \| \| \| 2000年（平成12年） \| 309,526人 \| \| \| 2005年（平成17年） \| 310,627人 \| \| \| 2010年（平成22年） \| 314,750人 \| \| \| 2015年（平成27年） \| 328,215人 \| \| \| 2020年（令和2年） \| 344,880人 \| \| |                                        |  |
| 総務省統計局 国勢調査より |                                        |  |
| 1970年（昭和45年） | 378,723人                              |  |
| 1975年（昭和50年） | 373,075人                              |  |
| 1980年（昭和55年） | 345,733人                              |  |
| 1985年（昭和60年） | 335,936人                              |  |
| 1990年（平成2年） | 319,687人                              |  |
| 1995年（平成7年） | 306,581人                              |  |
| 2000年（平成12年） | 309,526人                              |  |
| 2005年（平成17年） | 310,627人                              |  |
| 2010年（平成22年） | 314,750人                              |  |
| 2015年（平成27年） | 328,215人                              |  |
| 2020年（令和2年） | 344,880人                              |  |

2005年に夜間人口（居住者）は310,392人であるが、昼間人口は285,636人で昼は夜の0.920倍の人口になる。都心区では夜に比べ昼の人口が極端に増えるが、住宅地が多くオフィス街が少ない中野区では昼は人口が減少する。

## 地形

### 台地
- 沼袋台地
- 野方台地
- 中野台地
- 幡ヶ谷台地
- 落合台地

### 河川・水路
- 神田川
- 妙正寺川
- 善福寺川
- 江古田川
- 旧桃園川（現在、広域下水道として暗渠となり、河川法の適用除外）
- 荒玉水道
- 千川上水（現在は暗渠となり、千川通りとなっている）

## 歴史
近世以前

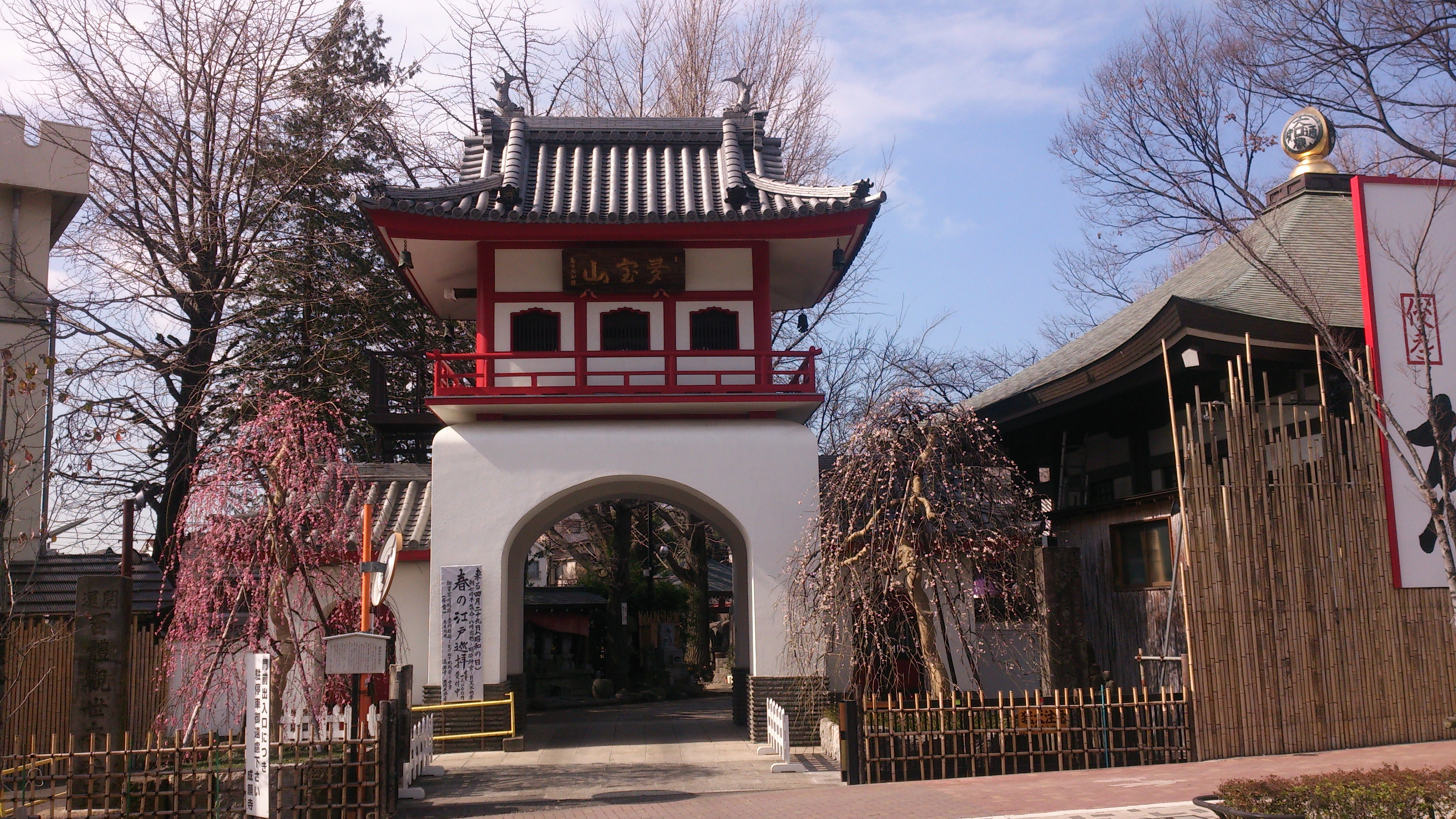
中野長者ゆかりの成願寺

- 1400年前後「中野長者」こと鈴木九郎（1371年ごろ - 1440年）が中野の地を開拓。
- 1447年（文明9年）4月14日 江古田原・沼袋の戦いで太田道灌が豊島泰経を破る。

近世
- 1590年（天正18年） 後北条氏が小田原征伐を受けて豊臣政権に降伏し、武蔵国など関東に徳川家康が国替えとなる。
- 1591年（天正19年） 中野郷で検地が行われる。
- 関ヶ原の戦い（1600年）で勝利した家康により江戸幕府が開かれ、江戸時代を通じて江戸とその近郊は発展した。中野郷は11村に分割され（中野、本郷、雑色、江古田、片山、上高田、新井、上沼袋、下沼袋、上鷺宮、下鷺宮）、後に本郷村から本郷新田村が分村され12村となる。他に江戸時代には「大場」「新橋」の村名記録もある。
- 1606年（慶長11年） 成木街道（現：青梅街道）が開かれ、中野村内に馬継場が置かれる。同街道は「御白土街道」とも呼ばれた。
- 1695年（元禄8年） 生類憐れみの令に伴い、中野村内（現：中野4丁目付近）に野犬を収容する犬小屋を作る。

近代
- 1875年（明治8年）4月20日 公立小学校として桃園学校が開校（現在の中野区内で最初の小学校）。
- 1889年（明治22年）4月11日 甲武鉄道（現在の中央線新宿駅〜八王子駅）開通。中野駅が設置される。
- 1904年（明治37年）8月 甲武鉄道飯田町駅〜中野駅で電車運転開始（日本初の電車営業運転）。
- 1906年（明治39年）6月14日 甲武鉄道に柏木駅（現：東中野駅）開設。
- 1906年（明治39年）10月1日 甲武鉄道が国有化される。
- 1921年（大正10年）8月25日 西武軌道荻窪線淀橋〜荻窪開通。中野町内の停留場は淀橋、住友銀行前、宝仙寺前、中野警察署前、中野銀行前、登記所前、鍋屋横丁、追分、西町が設置されていた。
- 1927年（昭和2年）4月16日 西武鉄道村山線（現：西武新宿線高田馬場駅〜東村山駅）開通。野方町内の駅は新井薬師前駅、沼袋駅、野方駅、鷺ノ宮駅が開設された。
- 1928年（昭和3年）5月 鉄道省中央線新宿駅〜中野駅の複々線化が完成。
- 1937年（昭和12年）12月25日 西武鉄道村山線に府立家政駅（現：都立家政駅）開設。
- 1944年（昭和19年） 太平洋戦争の戦局悪化に伴い中野区内の屎尿の汲み取り、輸送が遅れて衛生状態が悪化。西武鉄道井荻駅を積み出し駅として鉄道による糞尿輸送が始まる[7]。

現代
- 1946年（昭和21年）8月30日　区内で行われた配給の小麦粉が原因で集団食中毒が発生。被害者約5000人[8]。
- 1950年（昭和25年）10月 初代「中野区歌」および「中野区民歌謡」を制定。
- 1951年（昭和26年）5月1日 西武鉄道新宿軌道線（旧西武軌道荻窪線）を東京都に譲渡（東京都電14系統杉並線）。
- 1952年（昭和27年）10月5日 中野区の公選教育委員選挙実施。1956年6月に「地方教育行政の組織及び運営に関する法律」が成立し、教育委員は任命制となった。
- 1961年（昭和36年）2月8日 帝都高速度交通営団荻窪線（現：丸ノ内線）新宿駅〜新中野駅および中野坂上駅〜中野富士見町駅が開通。
- 1961年（昭和36年）11月1日 荻窪線（現：丸ノ内線）新中野駅〜南阿佐ケ谷駅が開通。
- 1963年（昭和38年）12月1日 東京都電14系統杉並線廃止。
- 1966年（昭和41年）3月16日 帝都高速度交通営団（現：東京地下鉄）東西線中野駅〜高田馬場駅が開通（初の日本国有鉄道と地下鉄の相互乗り入れとなる）。
- 1973年（昭和48年） 中野サンプラザ（現サンプラザ）竣工、6月1日開業。
- 1976年（昭和51年）5月 日本電信電話公社中野ビル（現NTTドコモ中野ビル）竣工（中野区内初の超高層ビル）。
- 1982年（昭和57年）2月24日 防災行政無線運用開始。
- 1997年（平成9年）12月19日 東京都交通局地下鉄12号線（現：大江戸線）練馬駅〜新宿駅開通（区内では東中野駅を経由）。
- 2005年（平成17年）11月30日 コミュニティバス「なかのん」運行開始。鷺宮・上鷺宮地区から区役所へのアクセス利便性向上を図る。
- 2012年（平成24年）3月 「中野四季の都市」が街びらき。
- 2015年（平成27年）3月 2代目区歌「未来カレンダー Forever Nakano」を制定。
- 2018年（平成30年）8月20日：パートナーシップ宣誓制度を導入（2022年に東京都パートナーシップ宣誓制度との連携協定を締結）[9]。
- 2023年（令和5年）3月19日：中野区初の文学賞「東京中野物語2022文学賞」の授賞式を開催[10]。

区の沿革
- 1868年（慶応4年）6月29日 版籍奉還により武蔵国多摩郡内の、現在の中野区にほぼ相当する12村は武蔵知県事の管理下に属する。
- 『旧高旧領取調帳』に記載されている明治初年時点での、多摩郡のうち後の東多摩郡域（現在の中野区・杉並区にあたる地域）の支配は以下の通り。幕府領は代官・松村忠四郎支配所が管轄。●は村内に寺社領が存在。（32村）

| 知行   | 知行               | 村数 | 村名 |
| ------ | ------------------ | ---- | --- |
| 幕府領 | 幕府領             | 12村 | ●中野村、高円寺村、馬橋村、久我山村、上高井戸村、下高井戸村、中高井戸村、田端村、成宗村、本郷新田、和泉新田（和泉村のうち）、大宮前新田、松庵村 |
| 幕府領 | 旗本領             | 7村  | ●上鷺之宮村、和泉村、上高田村、片山村、●和田村、●上井草村、●下井草村                                                                            |
| 幕府領 | 幕府領、旗本領     | 8村  | 江古田村、雑色村、●永福寺村、●上荻窪村、新井村、下鷺之宮村、上沼袋村、下沼袋村                                                                  |
| 幕府領 | 鉄砲玉薬組同心給地 | 1村  | ●本郷村 |
| その他 | 寺社領             | 4村  | 下荻窪村、天沼村、阿佐ヶ谷村、堀之内村 |

- 1868年（慶応4年）
  - 7月10日（8月27日） 旧江戸幕府代官の松村長為（忠四郎）が武蔵知県事に就任。現中野区にあたる地域を管轄。
  - 8月8日（9月23日） 松村長為知県事が古賀定雄（一平）に交代。
- 1869年
  - 明治2年2月9日（3月21日） 太政官布達により古賀知県事の管轄区域に品川県を設置、現中野区にあたる地域は品川県に属す。
- 1870年
  - 明治2年12月18日（1月19日） 寄場組合を廃止し24の番組を設置。現在の中野区・杉並区にあたる地域は6・18・21・22・23番組のそれぞれ一部に相当[11]。
- 1871年（明治4年）11月14日（12月25日） 府県統合により品川県を廃止し東京府（第2次）が発足[12]。
- 1872年
  - 明治4年12月5日（1月14日） 現中野区にあたる地域の東京府への編入成る。
  - 明治5年1月22日（3月1日） 多摩郡全域が神奈川県に移管される[13]。後の東多摩郡（現中野区・杉並区）に相当する地域32村が東京府に戻る運動を展開。
  - 8月19日（9月21日） 現中野区域12村（中野村・江古田村・上鷺之宮村・雑色村・本郷村・本郷新田・新井村・上高田村・片山村・下鷺之宮村・上沼袋村・下沼袋村）が東京府の管轄に戻される[14]。9月10日（10月12日）に編入。
- 1878年（明治11年）11月2日 郡区町村編制法により多摩郡は4郡に分割される。12村は東多摩郡に属する。
- 1889年（明治22年）5月1日 町村制施行により本郷・本郷新田・雑色の各村は中野村に吸収合併され、江古田・片山・上高田・新井・上沼袋・下沼袋・上鷺宮・下鷺宮の各村は対等合併して野方村となる。
- 1896年（明治29年）4月1日 東多摩郡が南豊島郡と合併し、豊多摩郡となる。
- 1897年（明治30年）2月1日 中野村に町制施行。中野町となる。
- 1924年（大正13年）4月1日 野方村に町制施行。野方町となる。
- 1931年（昭和6年）1月 中野町において字名改正実施。3つの大字および43あった小字を60町（大字）に再編。
- 1932年（昭和7年）10月1日 豊多摩郡を含む周辺5郡が東京市（15区）に編入されて東京市域が拡大、35区が成立。この際、中野町と野方町の区域をもって中野区となる。名称は「中野」の中と「野方」の野を1文字ずつ取ったという説と、「中野町」からそのまま取ったという説の両方がある。
- 1936年（昭和11年）11月 それまで宝仙寺境内にあった中野区役所を宮園通4丁目（現在、中野郵便局がある場所）に移転。
- 1943年（昭和18年）7月1日 東京都制施行により東京市は廃止され、東京都中野区となる。
- 1947年（昭和22年）5月3日 - 地方自治法の施行により中野区は特別区となる。
- 1950年（昭和25年）8月 初代「中野区歌」（作詞・吉田啓文、補作/作曲・堀内敬三）を制定。
- 1953年（昭和28年）8月15日 地方自治法改正施行により区長公選制廃止。ただし、当時公選されていた中野区長は、その後の区議会でも選任され、1963年まで在任した。
- 1960年（昭和35年）3月26日 杉並区との境界を変更[15]。
- 1967年（昭和42年）6月1日 住居表示に関する法律による住居表示の実施が完了（1931年から1934年までに成立した町名の多くが変更さ町内会の範囲と町名とのずれが固定化する）
- 1968年（昭和43年）10月 中野区役所を中野4丁目（警察大学敷地東部分だった場所）に移転。

- 1975年（昭和50年）4月27日 地方自治法改正により区長選挙実施（中野区区長準公選条例は廃止）
- 2015年（平成27年）3月13日 初代「中野区歌」を廃止し、2代目区歌「未来カレンダー Forever Nakano」（作詞・阿木燿子、補作/作曲・宇崎竜童）を制定。
- 2024年（令和6年）4月19日 中野区役所を中野4丁目11−19に移転し落成式を開催（5月7日オープン）[16][17]

## 町名
上記の通り、区内全域で住居表示が実施されている。以下は住居表示実施後の町名と、その直前の旧町名の一覧である。旧町名の後に「（全）」と注記したもの以外は当該旧町域の一部である。詳細は中野区の町名。
| 町名         | 住居表示実施年月日 | 住居表示実施直前町名                             | 備考 |
| ------------ | ------------------ | ------------------------------------------------ | ---- |
| 新井一丁目   | 1966年2月1日       | 新井町、昭和通3                                  |      |
| 新井二丁目   | 1966年2月1日       | 新井町、野方町2                                  |      |
| 新井三丁目   | 1966年2月1日       | 新井町、野方町2                                  |      |
| 新井四丁目   | 1966年2月1日       | 新井町                                           |      |
| 新井五丁目   | 1966年2月1日       | 新井町                                           |      |
| 江古田一丁目 | 1963年10月1日      | 江古田1、江古田2・3                              |      |
| 江古田二丁目 | 1963年10月1日      | 江古田3、江古田4                                 |      |
| 江古田三丁目 | 1963年10月1日      | 江古田3、江古田1                                 |      |
| 江古田四丁目 | 1964年12月1日      | 江古田4                                          |      |
| 江原町一丁目 | 1963年10月1日      | 江古田2、江古田1                                 |      |
| 江原町二丁目 | 1963年10月1日      | 江古田2、江古田3                                 |      |
| 江原町三丁目 | 1963年10月1日      | 江古田2                                          |      |
| 上鷺宮一丁目 | 1965年7月1日       | 鷺宮5                                            |      |
| 上鷺宮二丁目 | 1965年7月1日       | 鷺宮5                                            |      |
| 上鷺宮三丁目 | 1965年7月1日       | 鷺宮5                                            |      |
| 上鷺宮四丁目 | 1965年7月1日       | 鷺宮6                                            |      |
| 上鷺宮五丁目 | 1965年7月1日       | 鷺宮6、鷺宮5                                     |      |
| 上高田一丁目 | 1966年2月1日       | 上高田1、昭和通1・2                              |      |
| 上高田二丁目 | 1966年2月1日       | 上高田1、昭和通3、新井町                         |      |
| 上高田三丁目 | 1966年2月1日       | 上高田1、上高田2                                 |      |
| 上高田四丁目 | 1966年2月1日       | 上高田2                                          |      |
| 上高田五丁目 | 1966年2月1日       | 上高田2、上高田1、江古田1                        |      |
| 鷺宮一丁目   | 1965年7月1日       | 鷺宮1・3                                         |      |
| 鷺宮二丁目   | 1965年7月1日       | 鷺宮3                                            |      |
| 鷺宮三丁目   | 1965年7月1日       | 鷺宮3                                            |      |
| 鷺宮四丁目   | 1965年7月1日       | 鷺宮4                                            |      |
| 鷺宮五丁目   | 1965年7月1日       | 鷺宮5、鷺宮6                                     |      |
| 鷺宮六丁目   | 1965年7月1日       | 鷺宮6、鷺宮5                                     |      |
| 白鷺一丁目   | 1965年7月1日       | 鷺宮2、鷺宮1                                     |      |
| 白鷺二丁目   | 1965年7月1日       | 鷺宮2、鷺宮4                                     |      |
| 白鷺三丁目   | 1965年7月1日       | 鷺宮4                                            |      |
| 中央一丁目   | 1967年6月1日       | 小淀町（全）、塔ノ山町、本町通1、宮園通1、川添町 |      |
| 中央二丁目   | 1967年6月1日       | 宮前町（全）、塔ノ山町、本町通2・3、宮園通1・2   |      |
| 中央三丁目   | 1967年6月1日       | 仲町（全）、上町、本町通3、宮園通3               |      |
| 中央四丁目   | 1967年6月1日       | 上町、橋場町、本町通4・5、宮園通3・4             |      |
| 中央五丁目   | 1967年6月1日       | 橋場町、本町通5・6、宮園通5                      |      |
| 中野一丁目   | 1966年10月1日      | 城山町（全）、宮園通2・3                         |      |
| 中野二丁目   | 1966年10月1日      | 千光前町（全）、中野駅前、宮園通3・4             |      |
| 中野三丁目   | 1966年10月1日      | 桃園町（全）、中野駅前、宮園通4・5               |      |
| 中野四丁目   | 1966年10月1日      | 囲町（全）、野方町2、新井町                      |      |
| 中野五丁目   | 1966年10月1日      | 打越町（全）、天神町（全）、昭和通3、新井町      |      |
| 中野六丁目   | 1966年10月1日      | 文園町（全）、昭和通2                            |      |
| 沼袋一丁目   | 1964年12月1日      | 沼袋町、江古田4                                  |      |
| 沼袋二丁目   | 1964年12月1日      | 沼袋町、江古田4                                  |      |
| 沼袋三丁目   | 1964年12月1日      | 沼袋町                                           |      |
| 沼袋四丁目   | 1964年12月1日      | 沼袋町、江古田4                                  |      |
| 野方一丁目   | 1964年12月1日      | 野方町2                                          |      |
| 野方二丁目   | 1964年12月1日      | 野方町2、                                        |      |
| 野方三丁目   | 1964年12月1日      | 野方町1                                          |      |
| 野方四丁目   | 1964年12月1日      | 野方町1、江古田4                                 |      |
| 野方五丁目   | 1964年12月1日      | 野方町1、大和町                                  |      |
| 野方六丁目   | 1964年12月1日      | 野方町1、鷺宮3                                   |      |
| 東中野一丁目 | 1966年10月1日      | 氷川町（全）、川添町、宮園通1                    |      |
| 東中野二丁目 | 1966年10月1日      | 上ノ原町（全）、高根町（全）、宮園通1            |      |
| 東中野三丁目 | 1966年10月1日      | 桜山町、昭和通1                                  |      |
| 東中野四丁目 | 1966年10月1日      | 住吉町（全）、桜山町、小滝町                     |      |
| 東中野五丁目 | 1966年10月1日      | 小滝町                                           |      |
| 本町一丁目   | 1967年6月1日       | 相生町（全）、本町通1                            |      |
| 本町二丁目   | 1967年6月1日       | 朝日ケ丘、東郷町、本町通2                        |      |
| 本町三丁目   | 1967年6月1日       | 朝日ケ丘、東郷町、道玄町、本町通3                |      |
| 本町四丁目   | 1967年6月1日       | 道玄町、宮里町、西町、本町通3・4・5              |      |
| 本町五丁目   | 1967年6月1日       | 千代田町（全）、宮里町                           |      |
| 本町六丁目   | 1967年6月1日       | 西町、本町通5・6                                 |      |
| 松が丘一丁目 | 1963年10月1日      | 江古田1、新井町                                  |      |
| 松が丘二丁目 | 1963年10月1日      | 江古田1、新井町                                  |      |
| 丸山一丁目   | 1964年12月1日      | 江古田4                                          |      |
| 丸山二丁目   | 1964年12月1日      | 江古田4、鷺宮3                                   |      |
| 南台一丁目   | 1967年6月1日       | 新山通1、栄町通1                                 |      |
| 南台二丁目   | 1967年6月1日       | 前原町（全）、新山通1、栄町通2                   |      |
| 南台三丁目   | 1967年6月1日       | 多田町（全）、栄町通2・3                         |      |
| 南台四丁目   | 1967年6月1日       | 新山通2・3（全）、八島町、新山通1                |      |
| 南台五丁目   | 1967年6月1日       | 雑色町（全）、八島町、栄町通3                    |      |
| 大和町一丁目 | 1965年7月1日       | 大和町、野方町2                                  |      |
| 大和町二丁目 | 1965年7月1日       | 大和町、野方町2                                  |      |
| 大和町三丁目 | 1965年7月1日       | 大和町                                           |      |
| 大和町四丁目 | 1965年7月1日       | 大和町、鷺宮1                                    |      |
| 弥生町一丁目 | 1967年6月1日       | 本郷通1（全）、向台町（全）、栄町通1             |      |
| 弥生町二丁目 | 1967年6月1日       | 本郷通2（全）、本郷通3                           |      |
| 弥生町三丁目 | 1967年6月1日       | 川島町（全）、栄町通1                            |      |
| 弥生町四丁目 | 1967年6月1日       | 新明町（全）、栄町通2                            |      |
| 弥生町五丁目 | 1967年6月1日       | 富士見町（全）、本郷通3、栄町通2・3              |      |
| 弥生町六丁目 | 1967年6月1日       | 広町（全）、栄町通3                              |      |
| 若宮一丁目   | 1965年7月1日       | 鷺宮1、野方町1、大和町                           |      |
| 若宮二丁目   | 1965年7月1日       | 鷺宮1、大和町                                    |      |
| 若宮三丁目   | 1965年7月1日       | 鷺宮1・3                                         |      |

## 文化
年代別人口構成がひょうたん型であり、高齢者と若者が多く、若者は出入りが多い。来るもの拒まず、去るもの追わずという雰囲気の中、沖縄出身者やアイヌ民族の文化が融合した祭や、コスプレ・アニメ文化などのサブカルを活かしたまちの賑わい創出イベントが行われたり、ミャンマー人のコミュニティ、ゲイ・タウンなどを包含し、多様性にあふれたダイバシティ・タウンである。

## 地域

### 祭事・催事
- 江古田獅子舞
- 鷺宮囃子
- チャランケ祭
- 中野通り桜まつり（4月上旬）
- 中野区伝統工芸展（6月上旬）
- 中野チャンプルーフェスタ（7月中旬）
- 起創展街 中野にぎわいフェスタ（10月中旬）
- 東北復興大祭典（10月上旬）
- なかのまちめぐり博覧会（11月上旬〜下旬）

### ナンバープレート
中野区は、練馬ナンバー（東京運輸支局）を割り当てられている。

### メディア
- ジェイコム中野

## 行政

### 区長
- 区長：酒井直人 （2期目）
  - 任期：2018年（平成30年）6月15日 - 2026年（令和8年）6月14日[19]
- 副区長：横山克人
  - 任期：2022年（令和4年）7月14日 - 2026年（令和8年）7月13日[20]
- 副区長：青山敬一郎
  - 任期：2022年（令和4年）10月17日 - 2026年（令和8年）10月16日[21]
- 副区長：栗田泰正
  - 任期：2023年（令和5年）7月8日 - 2027年（令和9年）7月7日[22]
- 教育長：田代雅規
  - 任期：2024年（令和6年）4月1日 - 2027年（令和9年）3月31日[23]

歴代区長
1. 杉椙三（1932年10月-1933年11月）
2. 野中富三郎（1933年11月-1936年10月）
3. 加藤守道（1936年10月-1937年12月）
4. 福島正守（1937年12月-1938年12月）
5. 斎藤助昇（1938年12月-1942年9月）
6. 沖塩正夫（1942年9月-1943年7月）
7. 富田繁昭（1943年7月-1944年6月）
8. 山口喬蔵（1944年6月-1945年10月）
9. 皆川五郎（1945年10月29日-1963年1月31日) 1947年の公選制開始から1955年の公選制廃止までは2期
10. 上山輝一（1963年3月22日-1971年3月27日）
11. 大内正二（1971年10月8日-1979年4月26日) 1975年の公選制再開後は1期
12. 青山良道（1979年4月27日-1986年4月23日）2期
13. 神山好市（1986年6月15日-2002年6月14日）4期
14. 田中大輔（2002年6月15日-2018年6月14日）4期[24]

### 環境への取組み
- 第6回持続可能な地域社会をつくる日本の環境首都コンテストに参加。

### 地域事務所・区民活動センター
中野区の出先機関。2011年7月19日に、従来の「地域センター」から「地域事務所」及び「区民活動センター」に再編。

#### 地域事務所
区の行政機構の一部を分担し、「地域の区役所」的な機能を果たす。住民異動届の受付や証明書の発行、福祉サービスなどの受付、各種公金の収納などの窓口サービスを行う。以下の5ヵ所に設置。
南中野地域
南中野地域事務所 所在地：南台三丁目6番17号
東部地域
東部地域事務所 所在地：中央二丁目18番21号
江古田地域
江古田地域事務所 所在地：江原町二丁目3番15号
野方地域
野方地域事務所 所在地：野方五丁目3番1号
鷺宮地域
鷺宮地域事務所 所在地：鷺宮三丁目22番5号

### 区民活動センター
地域住民による地域自治の活動の拠点として、地域活動の支援や集会室の貸し出しなどを行う。運営は、自治会などを中心とした地域別の運営委員会の協議を踏まえて区が定めている。以下の15ヵ所に設置。
※は地域事務所を併設
- 南中野※
- 弥生
- 鍋横
- 東部※
- 桃園
- 昭和
- 東中野
- 上高田
- 新井
- 江古田※
- 沼袋
- 野方※
- 大和
- 鷺宮※
- 上鷺宮

### 姉妹・提携都市
- 福島県田村市（旧常葉町）姉妹都市：1982年10月1日締結
- 北京市西城区 友好区：1986年9月5日締結
- ソウル特別市陽川区 姉妹都市：2010年11月8日締結
- 群馬県みなかみ町 里・まち連携：2012年9月18日締結
- 青森県青森市 交流連携都市：2014年4月9日締結

## 議会

### 東京都議会
2025年東京都議会議員選挙
- 選挙区：中野区選挙区
- 定数：3人
- 投票日：2025年6月22日
- 当日有権者数：275,562人
- 投票率：49.07％

| 候補者名       | 当落 | 年齢 | 党派名             | 新旧別 | 得票数   |
| -------------- | ---- | ---- | ------------------ | ------ | -------- |
| 荒木千陽       | 当   | 43   | 都民ファーストの会 | 現     | 35,339票 |
| 西沢圭太       | 当   | 45   | 立憲民主党         | 現     | 27,948票 |
| 久保里香       | 当   | 61   | 公明党             | 新     | 19,707票 |
| 出井良輔       | 落   | 51   | 自由民主党         | 新     | 17,289票 |
| 奥本和樹       | 落   | 41   | 再生の道           | 新     | 12,875票 |
| 石倉弘次郎     | 落   | 27   | 無所属             | 新     | 12,134票 |
| マエキタミヤコ | 落   | 61   | 無所属             | 新     | 8,049票  |

2024年東京都議会議員補欠選挙
- 選挙区：中野区選挙区
- 定数：1人
- 投票日：2024年7月7日
- 当日有権者数：279,253人
- 投票率：59.32％

| 候補者名       | 当落 | 年齢 | 所属党派           | 新旧別 | 得票数   |
| -------------- | ---- | ---- | ------------------ | ------ | -------- |
| 荒木千陽       | 当   | 42   | 都民ファーストの会 | 元     | 56,552票 |
| 出井良輔       | 落   | 51   | 自由民主党         | 新     | 43,297票 |
| 長沢和彦       | 落   | 62   | 日本共産党         | 新     | 28,664票 |
| マエキタミヤコ | 落   | 60   | 無所属             | 新     | 24,079票 |

2021年東京都議会議員選挙
- 選挙区：中野区選挙区
- 定数：3人
- 投票日：2021年7月2日
- 当日有権者数：279,101人
- 投票率：43.56％

| 候補者名 | 当落 | 年齢 | 党派名             | 新旧別 | 得票数   | 備考                    |
| -------- | ---- | ---- | ------------------ | ------ | -------- | ----------------------- |
| 西沢圭太 | 当   | 41   | 立憲民主党         | 現     | 35,749票 |                         |
| 荒木千陽 | 当   | 39   | 都民ファーストの会 | 現     | 32,743票 | 2022年6月22日に自動失職 |
| 高倉良生 | 当   | 64   | 公明党             | 現     | 24,364票 |                         |
| 出井良輔 | 落   | 48   | 自由民主党         | 新     | 22,527票 |                         |
| 沢口祐司 | 落   | 66   | 無所属             | 新     | 3,826票  |                         |

2017年東京都議会議員選挙
- 選挙区：中野区選挙区
- 定数：3人（※2017年の選挙から4人→3人に変更）
- 投票日：2017年7月2日
- 当日有権者数：273,400人
- 投票率：50.72％

| 候補者名 | 当落 | 年齢 | 党派名             | 新旧別 | 得票数   |
| -------- | ---- | ---- | ------------------ | ------ | -------- |
| 荒木千陽 | 当   | 35   | 都民ファーストの会 | 新     | 44,104票 |
| 高倉良生 | 当   | 60   | 公明党             | 現     | 24,647票 |
| 西沢圭太 | 当   | 37   | 民進党             | 現     | 23,874票 |
| 川井重勇 | 落   | 69   | 自由民主党         | 現     | 22,535票 |
| 浦野智美 | 落   | 36   | 日本共産党         | 新     | 20,106票 |
| 白柏貴子 | 落   | 33   | 幸福実現党         | 新     | 1,118票  |

### 衆議院
- 選挙区：東京27区（中野区、杉並区の一部）
- 投票日：2024年10月27日
- 当日有権者数：381,714人
- 投票率：55.61％

| 当落 | 候補者名   | 年齢 | 所属党派   | 新旧別 | 得票数    | 重複 |
| ---- | ---------- | ---- | ---------- | ------ | --------- | ---- |
| 当   | 長妻昭     | 64   | 立憲民主党 | 前     | 112,388票 | ○    |
|      | 黒崎祐一   | 47   | 自由民主党 | 新     | 59,952票  | ○    |
|      | 石川芽生子 | 41   | 参政党     | 新     | 22,947票  |      |
|      | 石倉弘次郎 | 26   | 無所属     | 新     | 10,542票  |      |

## 商業ランドマーク
- ハーモニースクエア
- 中野坂上サンブライトビル
- 中野坂上セントラルビル
- 住友中野坂上ビル：以上4つのビルは中野坂上交差点にある高層ビル。1990年代後半の再開発で建てられた。
- 中野セントラルパークサウス（南棟）
- 中野セントラルパークイースト（東棟）：以上2つのビルは警察学校跡地（中野四季の都市）の再開発で建てられた。2012年に竣工。
- 中野ブロードウェイ
- ユニゾンスクエア：東中野駅そばにある結婚式場「日本閣」の用地を再開発した。
- ナカノサウステラ

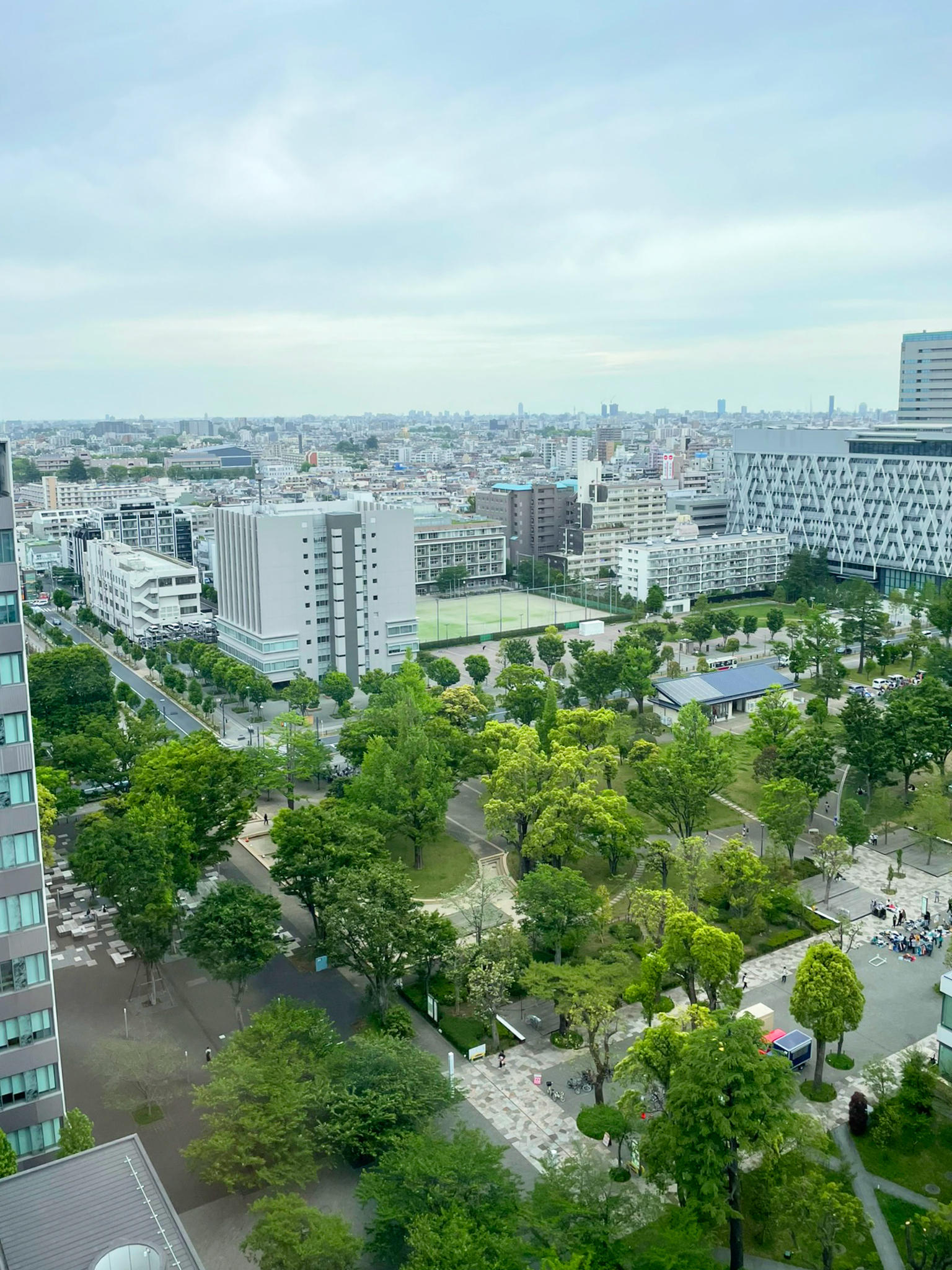
中野セントラルパークと区役所
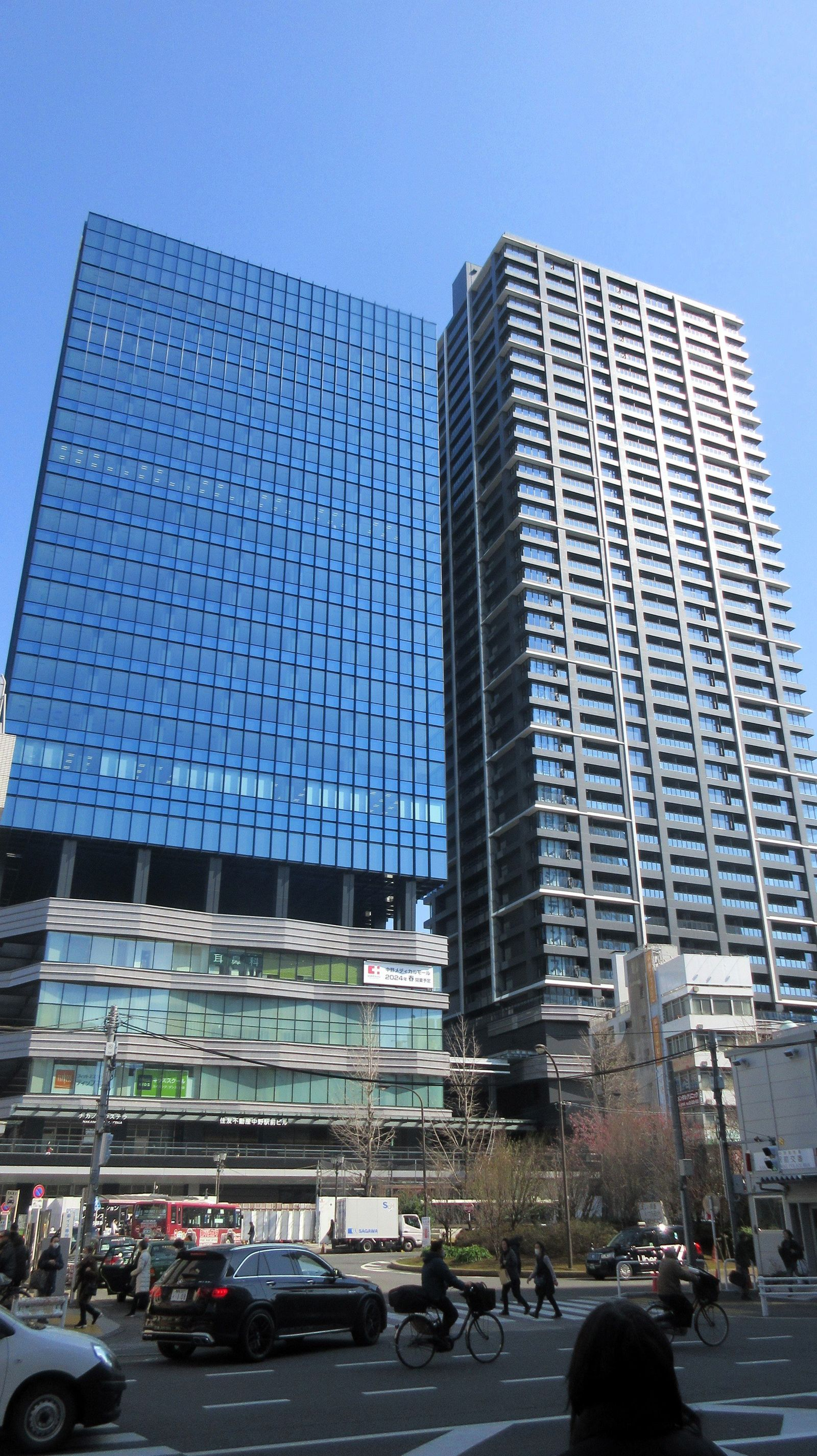
ナカノサウステラ（左から住友不動産中野駅前ビル（オフィス棟）、中野ステーションレジデンス（レジデンス棟））
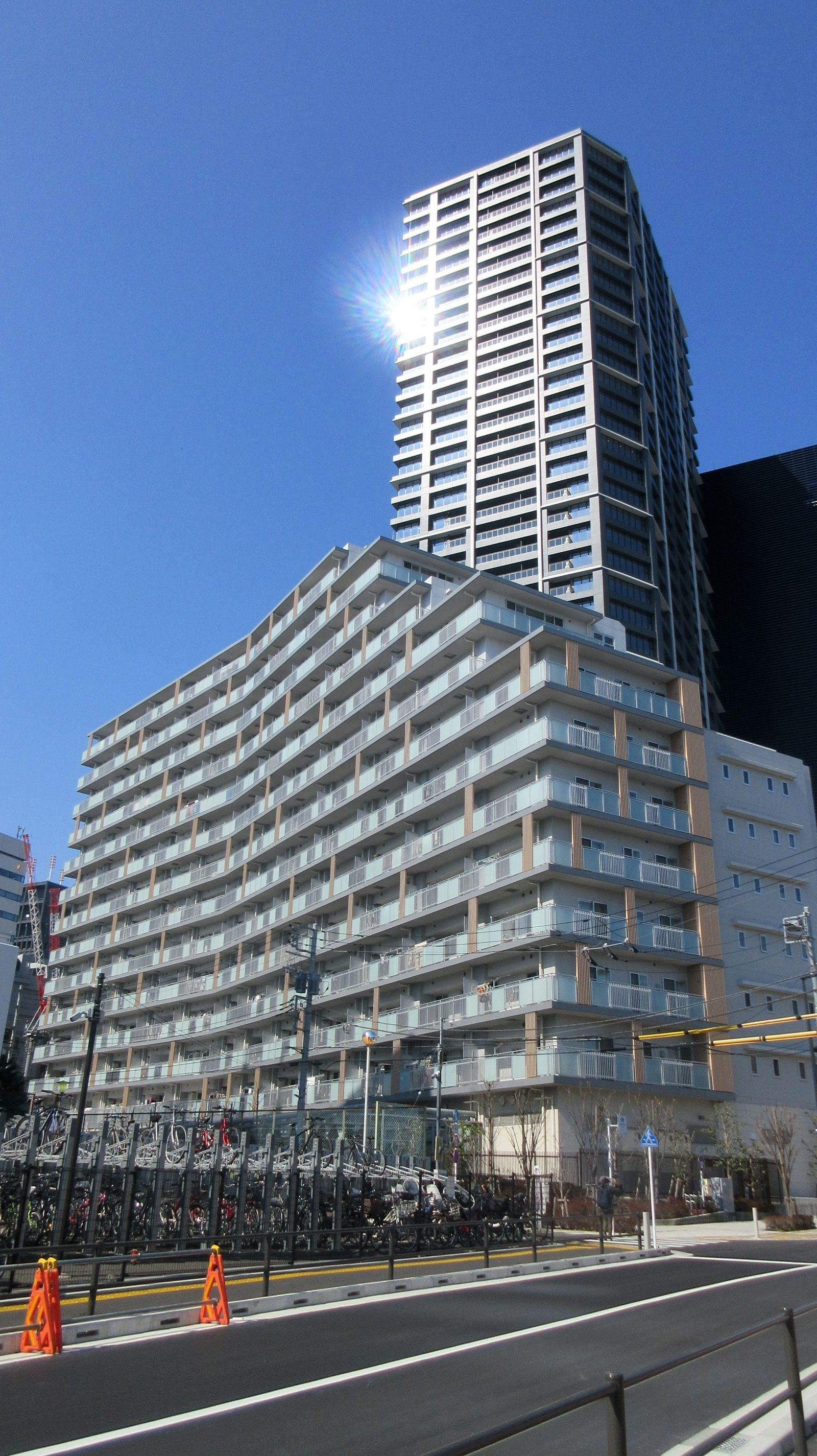
レジデンスに隣接するコーシャハイム中野フロント
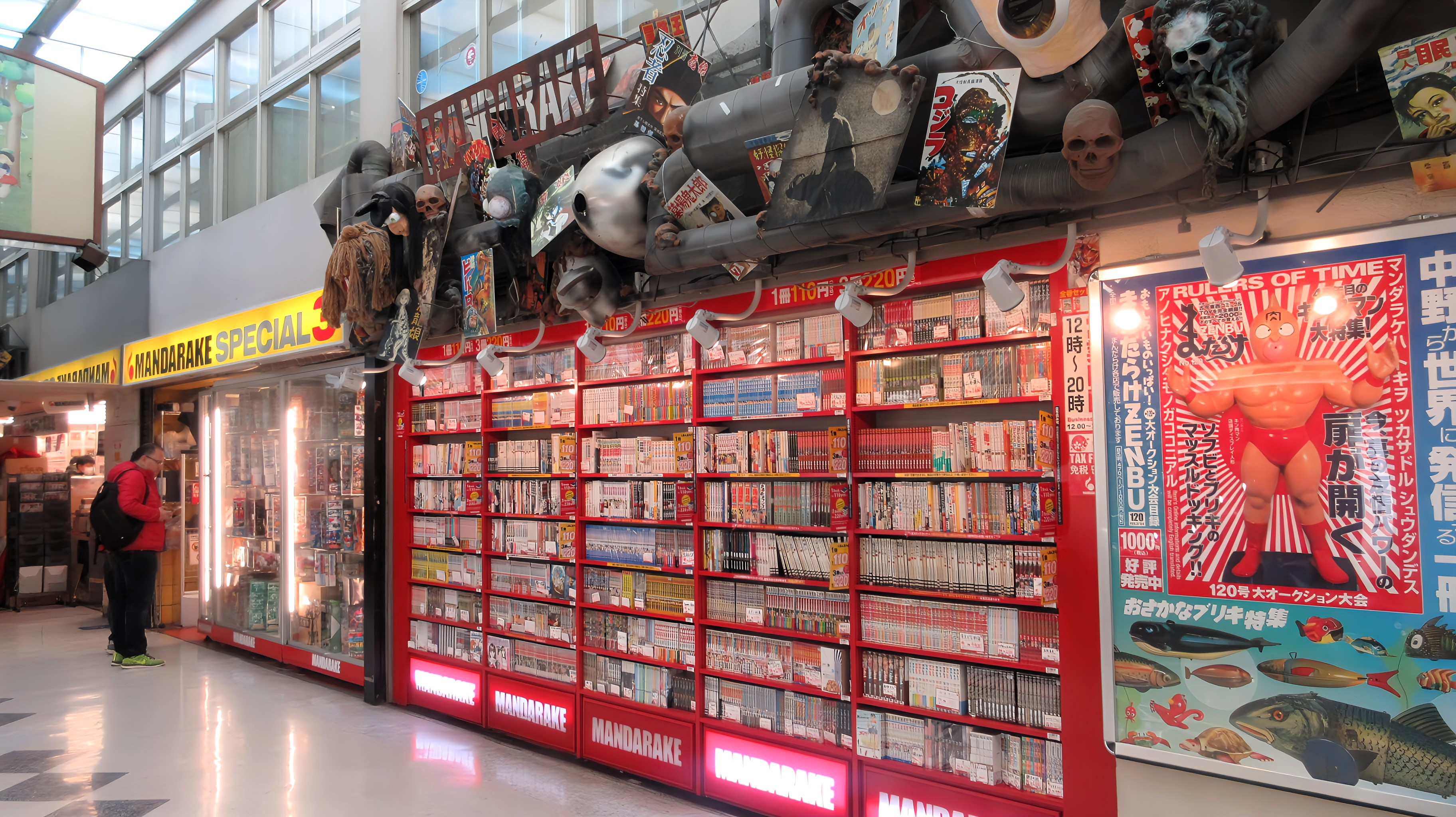
中野ブロードウェイの内部

## 文化施設・名所・旧跡

### 資料館
- 中野区立歴史民俗資料館

### 図書館
中野区内の図書館のうち、一般利用が可能な公立の施設は7箇所ある。
- 中野区立中央図書館
- 中野区立野方図書館
- 中野区立南台図書館
- 中野区立鷺宮図書館
- 中野区立江古田図書館
- 中野区立上高田図書館
- 中野区立中野東図書館

### 体育館
- 中野区立総合体育館：平和の森公園内。ネーミングライツ契約に基づく名称は「キリンレモンスポーツセンター」[27]。
- 鷺宮スポーツ・コミュニティプラザ：旧鷺宮体育館
- 中野区スポーツ・コミュニティプラザ：中部スポーツ・コミュニティプラザ（中野区立仲町小学校跡地）、南部スポーツ・コミュニティプラザ（中野区立中野富士見中学校跡地）。

### ホール

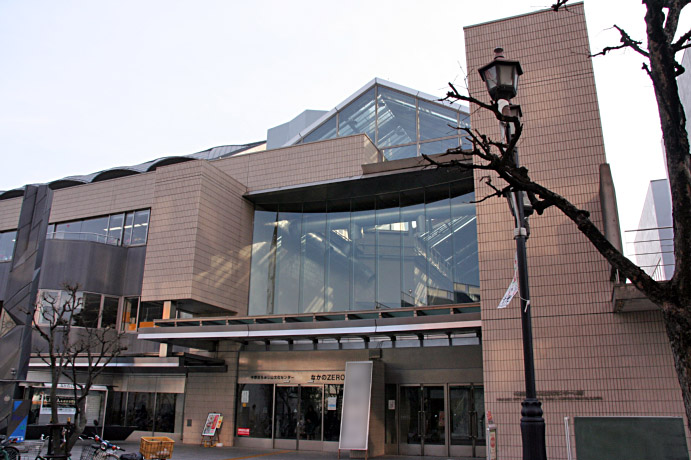
もみじ山文化センター（なかのZERO）

- もみじ山文化センター ：複合文化施設。愛称は「なかのZERO」。ホールでは、各種コンサートなども開かれている。プラネタリウムあり。

### 公園

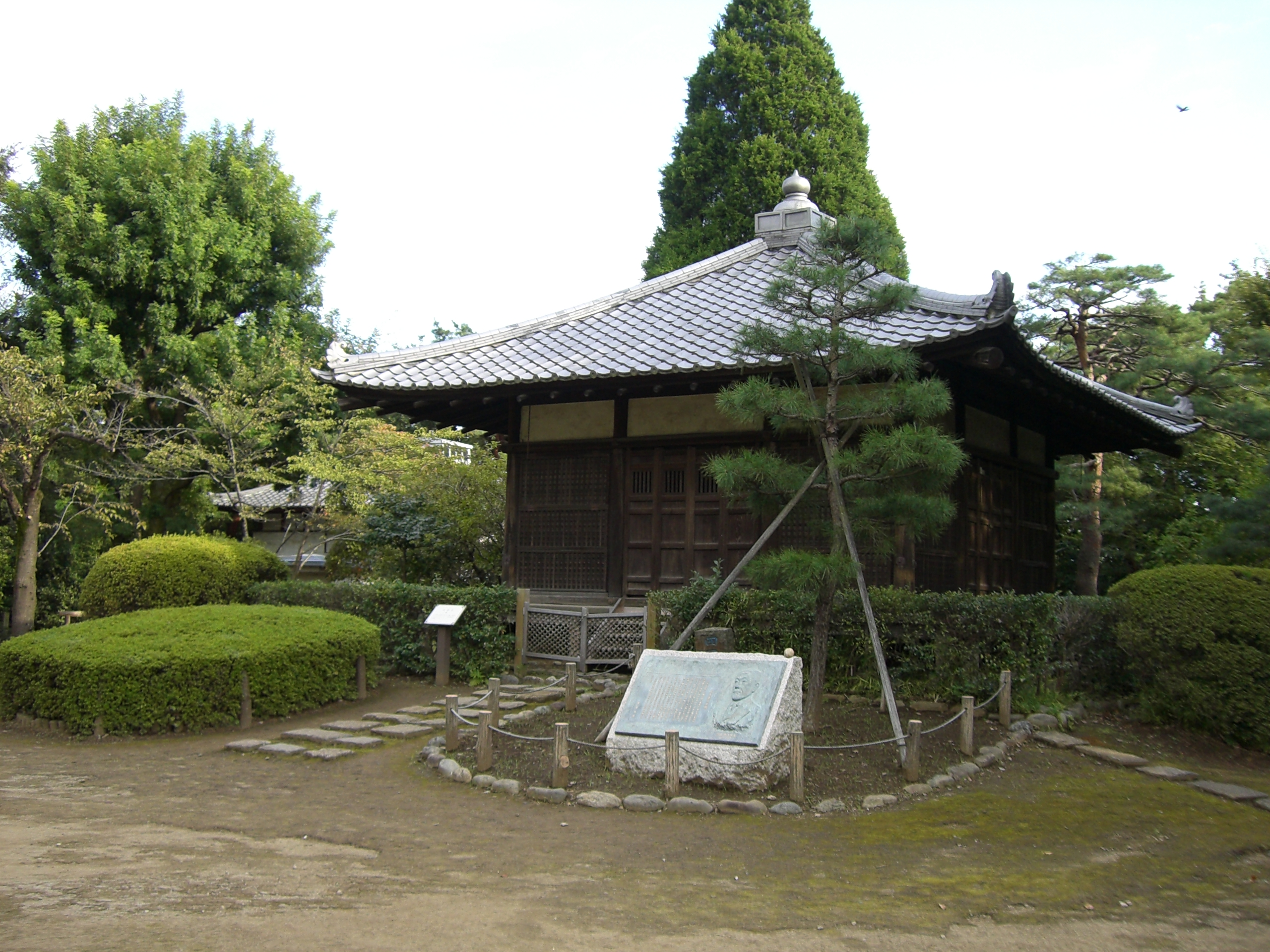
哲学堂公園（写真は四聖堂）

- 哲学堂公園：井上円了によって造られた。東京都指定名勝。松が丘にある。最寄り駅は新井薬師前駅。
- みずのとう公園：野方配水塔（国登録有形文化財）がある。
- 平和の森公園：元中野刑務所。
- 江古田の森公園：江古田の国立療養所中野病院の跡地にできた公園。2007年4月に開園。
- 中野四季の森公園：警察学校跡地の再開発によって街びらきした中野四季の都市内にできた公園。2012年4月に開園。
- 新井薬師公園：新井薬師（梅照院）に隣接する公園。桜の季節はお花見客で賑わう。
- 杉山公園：青梅街道と中野通りの交差点に位置するためドライバーには知名度が高い公園。

### 神社
- 沼袋氷川神社
- 中野氷川神社
- 本郷氷川神社
- 北野神社 (中野区新井)
- 北野神社 (中野区中野)
- 鷺宮八幡神社
- 江古田氷川神社
- 神明氷川神社 - 弥生町にある。
- 多田神社 (中野区)
- 大和町八幡神社
- 上高田氷川神社

### 仏教寺院
- 梅照院（新井薬師）
- 善成寺
- 龍昌寺
- 願正寺
- 境妙寺
- 源通寺
- 光徳院

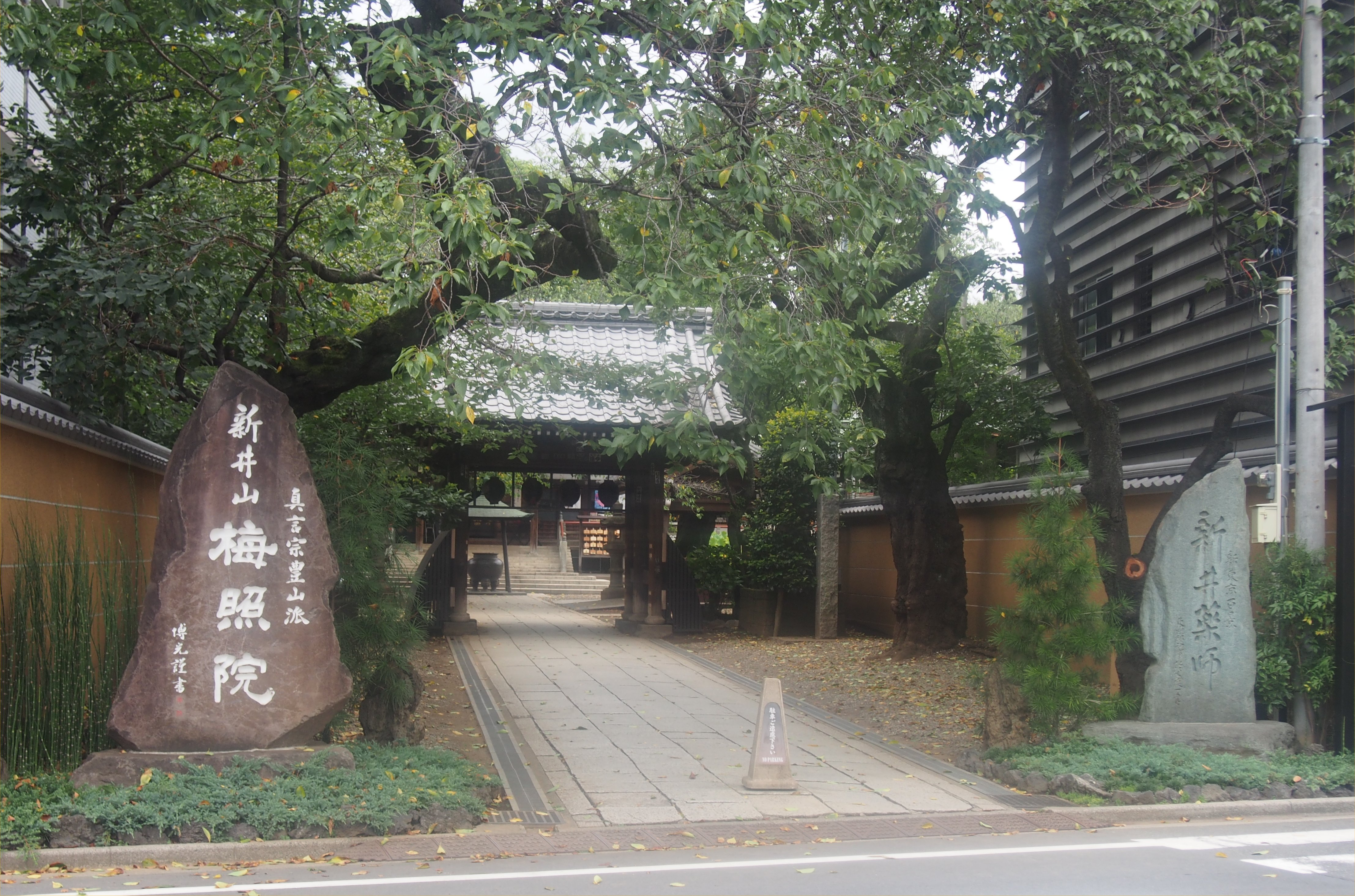
梅照院（新井薬師）

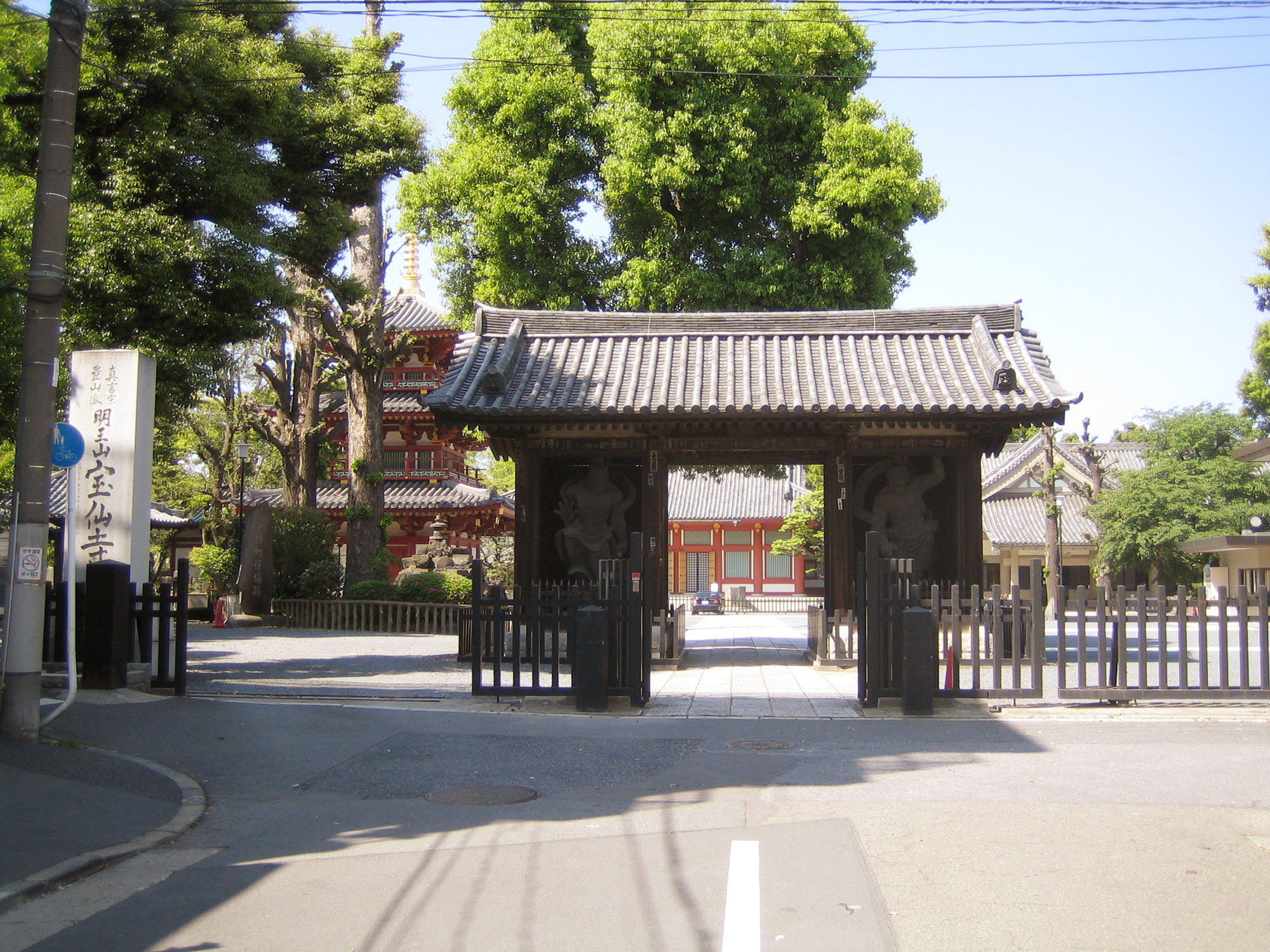
宝仙寺

- 高徳寺：新井白石の墓がある。東京都指定旧跡。
- 金剛寺
- 正見寺
- 松源寺（通称「さる寺」）
- 神足寺
- 青原寺
- 宗清寺
- 天徳院
- 東光寺
- 萬昌院功運寺：吉良義央の墓などがある。
- 宝泉寺
- 宝福寺
- 保善寺
- 竜興寺
- 徳蔵寺
- 高歩院
- 正行寺
- 慈眼寺
- 宝仙寺：中野坂上にあり、名人の葬儀が行われることがある。宝仙学園も運営している。
- 成願寺：中野長者の寺。東京都指定旧跡。
- 福寿院
- 霊妙寺
- 正蔵院
- 本妙寺
- 清隆寺
- 不動院
- 蓮華寺 (中野区大和町)
- 蓮華寺 (中野区江古田)
- 東福寺
  - 江原観音堂：東福寺の境外仏堂。江古田不動尊と併設。
- 了然寺
- 実相院
- 明治寺 - 百観音。
- 密蔵院
- 久成寺
- 貞源寺
- 正法寺
- 禅定院
- 清谷寺
- 浄円寺
- 仙蔵院
- 満願寺
- 福蔵院

## 交通

### 鉄道路線
東日本旅客鉄道（JR東日本）
-   中央本線（中央線快速・中央・総武緩行線）
  - 東中野駅 - 中野駅

西武鉄道
-  新宿線
  - 新井薬師前駅 - 沼袋駅 - 野方駅 - 都立家政駅 - 鷺ノ宮駅

東京地下鉄（東京メトロ）
-  丸ノ内線
  - 新中野駅 - 中野坂上駅
  - 中野富士見町駅 - 中野新橋駅 - 中野坂上駅

-  東西線
  - 中野駅 - （落合駅） -

※落合駅は登記上新宿区になるが出入口は中野区側にもある
東京都交通局
-  都営大江戸線
  - 中野坂上駅 - 東中野駅 - （新宿区区間） - 新江古田駅

### バス
- 関東バス
  - 本社が区内東中野に、丸山営業所が区内江古田にある。
- 京王バス
  - 中野営業所が区内弥生町にある。
- 都営バス
  - 小滝橋自動車営業所が区内東中野にある。
- 国際興業バス
  - 関東バスとの共同運行路線が乗入れ。
- 西武バス
  - 青梅街道と山手通りを通る路線及び、富士見台駅近辺千川通りを通る路線が区内を経由。

### 道路
- 首都高速道路
  -  C2 高速中央環状線
- 都道

放射道路
北から

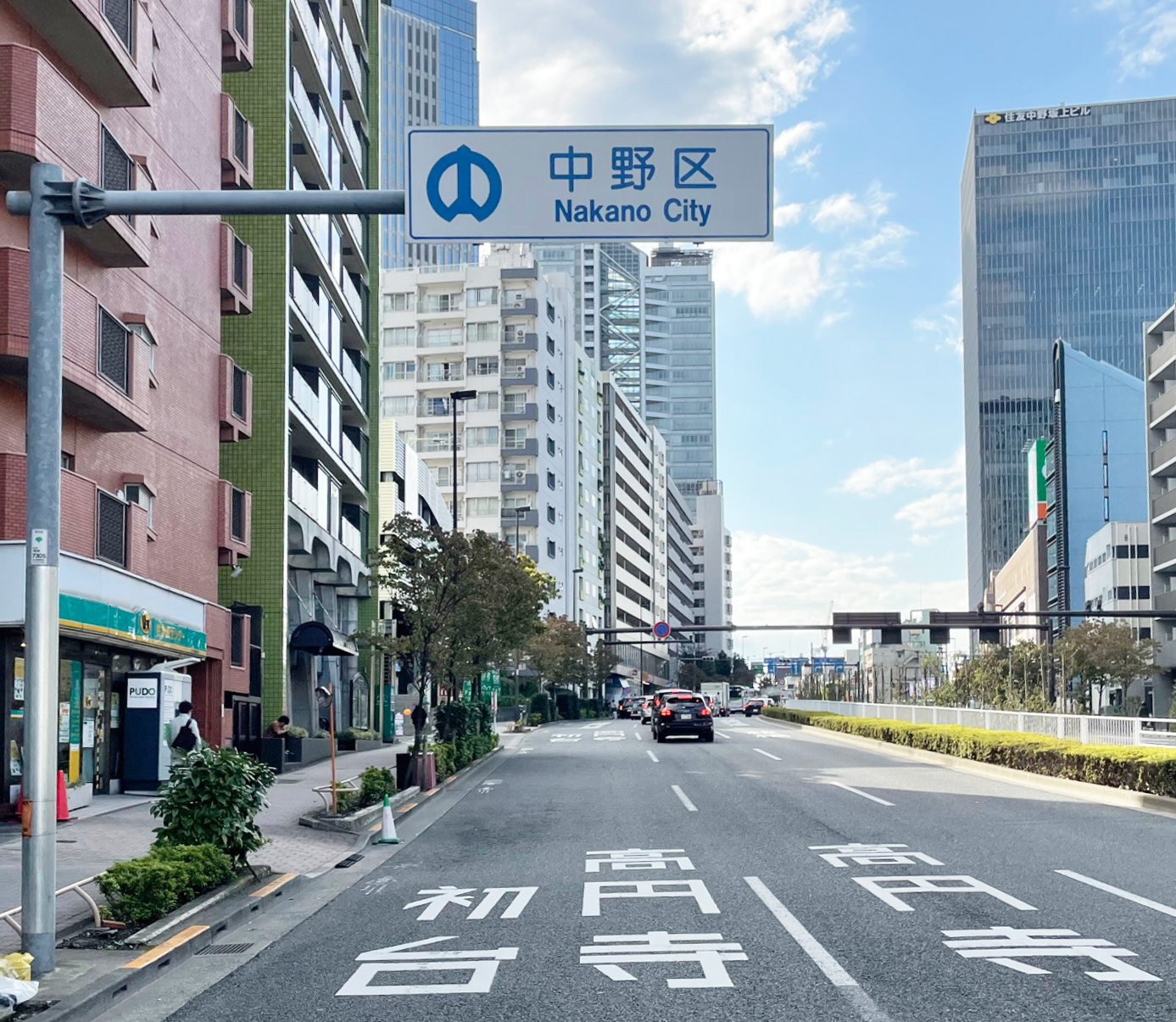
青梅街道で新宿区から中野区に入る境界を示す道路標識。

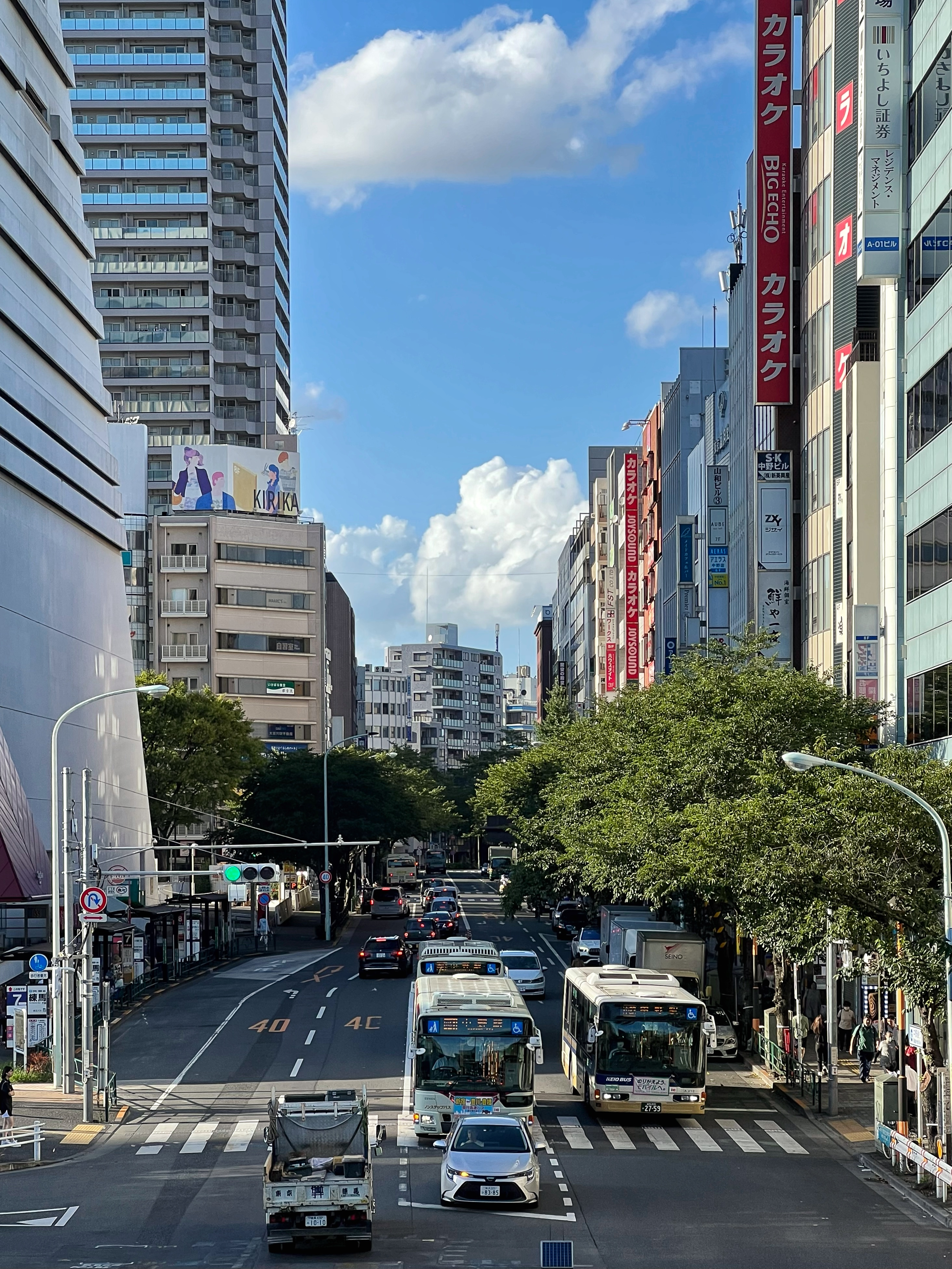
中野通り

- 東京都道8号千代田練馬田無線（目白通り、旧称「十三間通り」）
- 東京都道439号椎名町上石神井線（千川通り）
- 東京都道440号落合井草線（新青梅街道）
- 東京都道25号飯田橋石神井新座線（早稲田通り、旧称「昭和通り」）
- 東京都道433号神楽坂高円寺線（大久保通り、旧称「宮園通り」）
- 東京都道4号東京所沢線（青梅街道）
- 東京都道14号新宿国立線（方南通り、旧称「弥生町通り」）

環状道路
都心側から
- 東京都道317号環状六号線（山手通り、旧称「環六通り」）
- 東京都道420号鮫洲大山線（中野通り）
- 東京都道318号環状七号線（環七通り）
- 東京都道427号瀬田貫井線（中杉通り）

東京23区で唯一、区内に国道が通っていない。

### 交通渋滞問題
中野通りは区内を南北に貫く骨格となる道路であるものの、幅員が15m程度となっており片側1車線の区間も多い。なお、道路そのものは計画幅員20mの都市計画道路である。
蓮華寺下交差点（新青梅街道交点）から中野五差路交差点（大久保通り交点）までは概ね4車線（片側2車線）だが、車線の幅が狭いほか駐停車の車両が多いため渋滞することも多い。また、1999年9月ごろまでは新井交差点（早稲田通り交点）に右折専用レーンが無かったが、のちに一部の交差点の拡張は行われているほか、中野駅北口周辺、中野五差路交差点、杉山公園交差点（青梅街道交点）など部分的な拡張事業が継続中である。このほか、西武新宿線では開かずの踏切問題も存在し、連続立体交差事業による解消が進められている。

## 公共機関

### 警察・消防
| 警視庁 - 中野警察署（中央2-47-2）交番9・駐在所1 - 野方警察署（中野4-12-1）交番12・駐在所2 東京消防庁 第四消防方面本部 - 中野消防署（中央3-25-3）指揮隊、ポンプ隊2、はしご隊、救急隊1（補給車1：第1小隊乗換運用） - 南中野出張所（南台2-47-8）ポンプ隊1 - 宮園出張所（中央2-18-24）ポンプ隊2、救急隊2 - 東中野出張所（上高田1-1-7）ポンプ隊2、救急隊1（特別消火中隊） - 野方消防署（丸山2-21-1）指揮隊、ポンプ隊1、化学隊1、はしご隊、救急隊2 - 大和出張所（大和町2-2-15）ポンプ隊2（資材搬送車1：第1小隊乗換運用） - 鷺宮出張所（鷺宮5-24-25）ポンプ隊2、救急隊1 - 江古田出張所（江古田2-2-7）ポンプ隊2（特別消火中隊） ※上記の内、中野消防署中野第1小隊、宮園第1小隊、東中野第1小隊は東京DMAT（東京医科大学病院チーム）連携指定隊 |

### 医療
- 東京警察病院（中野4-22-1）
- 新渡戸記念中野総合病院（中央4-59-16）
- 総合東京病院（江古田3-15-2）
- 中野江古田病院（江古田4-19-9）
- 横畠病院（新井1-38-6）
- 中野共立病院（中野5-44-7）
- 武蔵野療園病院（江古田2-24-11）
- 小原病院（本町3-28-16）

### 動物病院
- 野村獣医科Vセンター（〒165-0024 東京都中野区松ヶ丘2-5-1）

## 教育

### 大学・短期大学
国立
- 東京大学 中野キャンパス

私立
- 東京工芸大学 中野キャンパス
- こども教育宝仙大学
- 国際短期大学

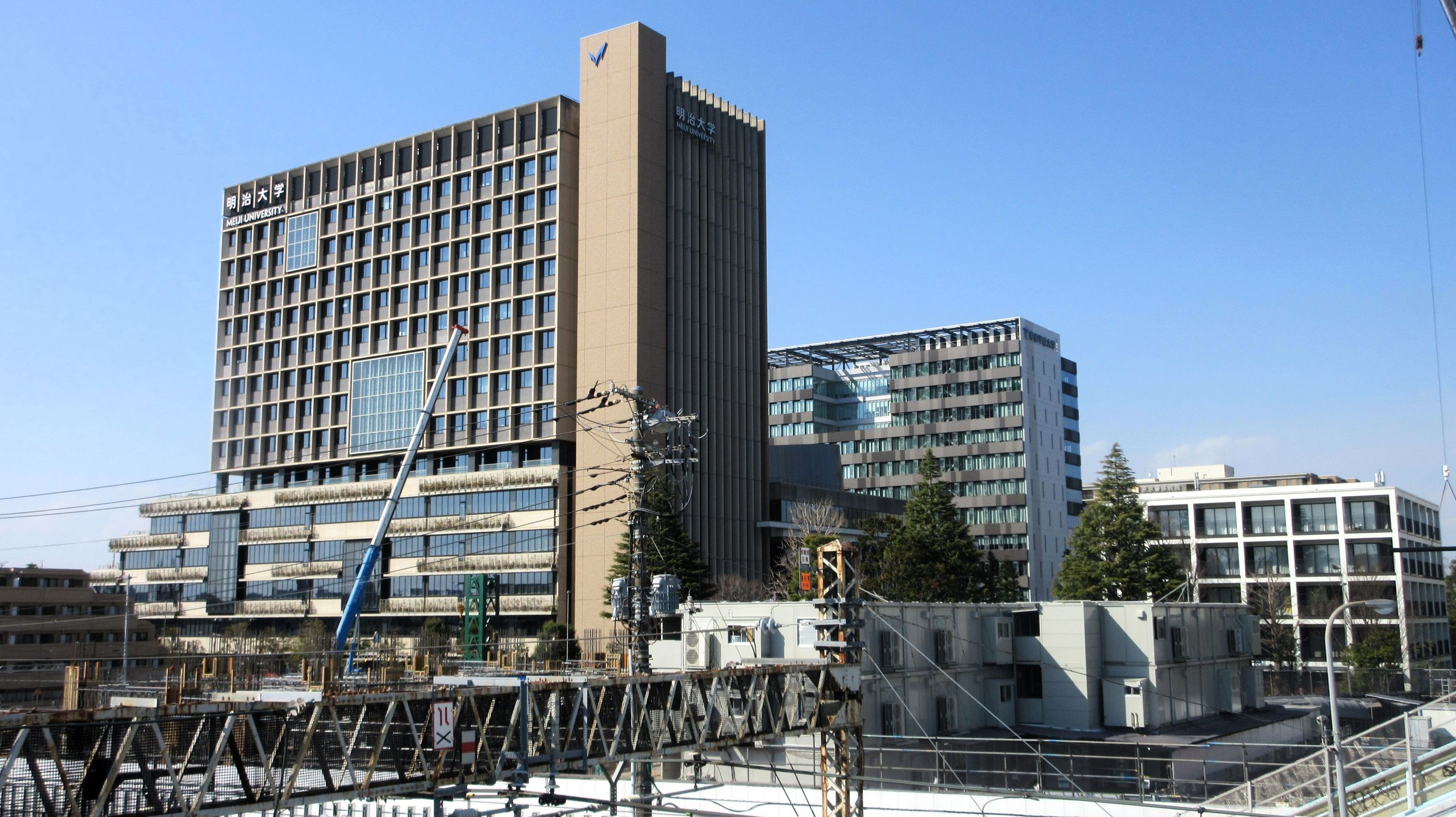
明治大学と帝京平成大学

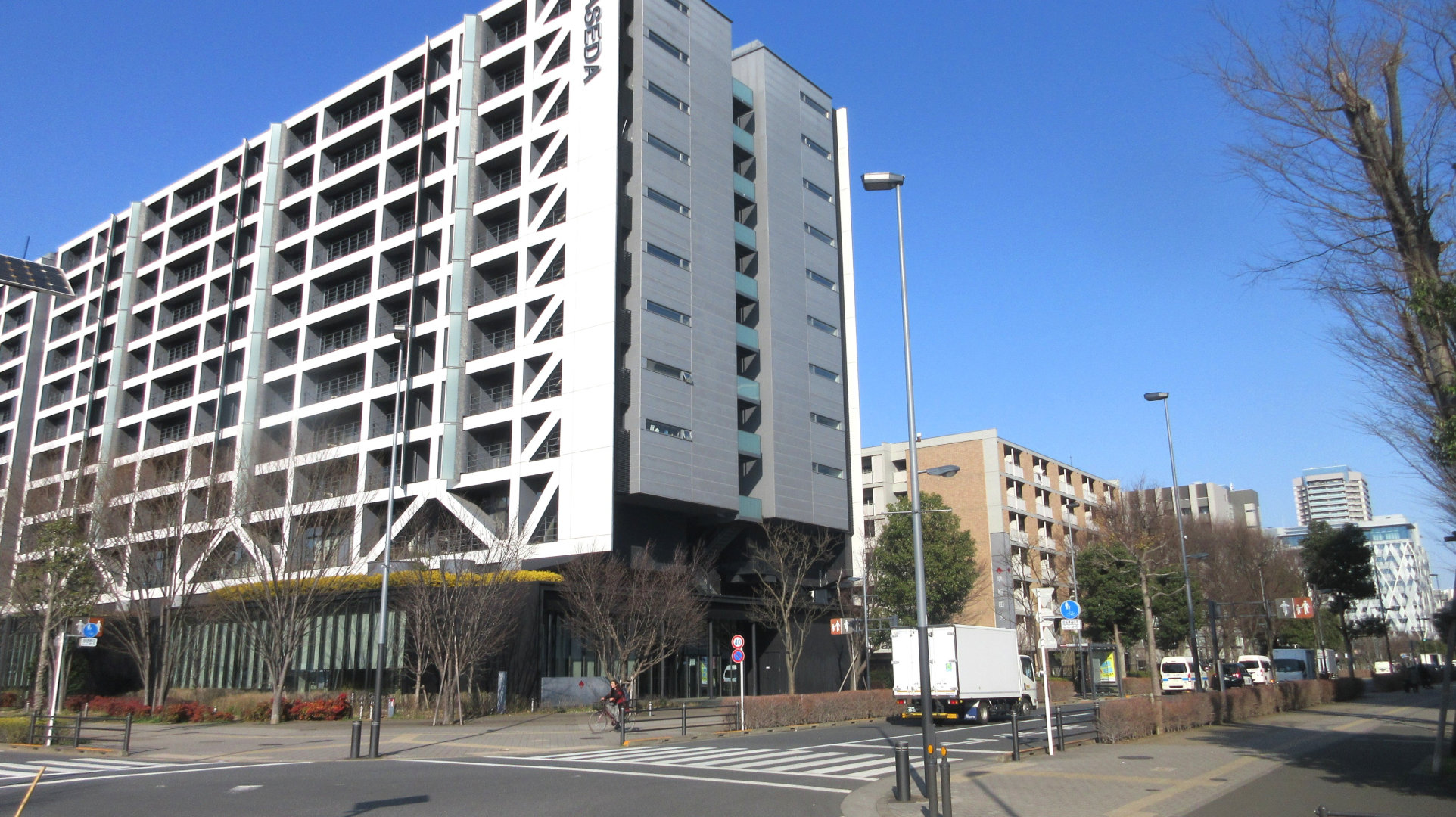
早稲田大学 中野国際コミュニティプラザ

- 新渡戸文化短期大学 東高円寺キャンパス・中野臨検キャンパス
- 明治大学 中野キャンパス
- 帝京平成大学 中野キャンパス
- 早稲田大学 中野国際コミュニティプラザ
- 至誠館大学 東京キャンパス

### 高等学校
都立
- 東京都立富士高等学校・附属中学校
- 東京都立鷺宮高等学校
- 東京都立武蔵丘高等学校
- 東京都立稔ヶ丘高等学校
- 東京都立中野工科高等学校

私立
- 堀越高等学校
- 東亜学園高等学校
- 実践学園中学校・高等学校
- 宝仙学園中学校・高等学校
- 大妻中野中学校・高等学校
- 新渡戸文化中学校・高等学校
- 日本ウェルネス高等学校 中野キャンパス
- 明治大学付属中野中学校・高等学校
- 明聖高等学校 中野キャンパス

### 中等教育学校
国立
- 東京大学教育学部附属中等教育学校

### 中学校
都立
- 高等学校が併設されているものは高等学校の項に記す。

区立
- 中野区立第二中学校
- 中野区立第五中学校
- 中野区立第七中学校
- 中野区立北中野中学校
- 中野区立中野中学校（中野区立中央中学校と中野区立第九中学校が統合して新設された。）
- 中野区立中野東中学校（中野区立第三中学校と中野区立第十中学校が統合して新設された。）
- 中野区立緑野中学校（中野区立第六中学校と中野区立第第十一中学校が統合して新設された。）
- 中野区立南中野中学校（中野区立第一中学校と中野区立中野富士見中学校が統合して新設された。）
- 中野区立明和中学校（中野区立第四中学校と中野区立第八中学校が統合して新設された。）

私立
- 高等学校が併設されているものは高等学校の項に記す。

### 小学校
区立
- 中野区立桃園第二小学校
- 中野区立塔山小学校
- 中野区立谷戸小学校
- 中野区立中野本郷小学校
- 中野区立平和の森小学校
- 中野区立江古田小学校
- 中野区立鷺宮小学校
- 中野区立令和小学校[注釈 1]
- 中野区立啓明小学校
- 中野区立北原小学校
- 中野区立江原小学校
- 中野区立緑野小学校
- 中野区立武蔵台小学校
- 中野区立西中野小学校
- 中野区立上鷺宮小学校
- 中野区立桃花小学校
- 中野区立白桜小学校
- 中野区立南台小学校
- 中野区立美鳩小学校
- 中野区立みなみの小学校
- 中野区立中野第一小学校

私立
- 宝仙学園小学校
- 新渡戸文化小学校

### 小規模保育園
認可
- 子ごころ園都立家政
- 子ごころ園沼袋
- 子ごころ園大和町
- おうち保育園なかの大和
- おうち保育園なかの新橋

### その他
各種学校
- 梅若能楽学院

フリースクール
- 特定非営利活動法人東京コミュニティスクール

## 住宅団地
- 東京都住宅供給公社江古田団地 - 昭和41年 : 東京都市計画事業（一団地の住宅施設）
- 東京都住宅供給公社鷺宮西団地 - 昭和37年 : 東京都市計画事業（一団地の住宅施設）
- 中野坂上サンブライトツインビル
- 中野新井町団地（松ヶ丘 市街地住宅 賃貸24 1962年 現存現松ヶ丘二丁目アパート。譲渡返還）
- 中野桃園町団地（中野 市街地住宅 賃貸40 1962年 現存 譲渡返還）
- 東中野団地（東中野、分譲60 1957年）
- 鷺宮団地（白鷺、分譲20 1957年）
- 鍋屋横町団地（本町 市街地住宅 賃貸45 1962年 現存 譲渡返還）
- 都営丸山二丁目アパート（丸山 2-24、1969年）
- 都営江古田アパート（江古田 3-1、1954年）
- 都営江古田一丁目第2アパート（江古田 1-25、1996年）
- 都営江古田三丁目アパート（江古田 3-8、1998年）
- 都営江古田四丁目第2アパート（江古田 4-14、1990年）
- 都営鷺の宮アパート（白鷺 1-4、1959 - 1964年 : 東京都市計画事業(一団地の住宅施設)
- 都営鷺ノ宮三丁目団地 : 東京都市計画事業(一団地の住宅施設)
- 都営若宮三丁目アパート（若宮 3-57、1997年 - 2000年）
- 都営若宮二丁目アパート（若宮 2-56、1995年）
- 都営上高田四丁目アパート（上高田 4-27、2001年 - 2005年）
- 都営上鷺宮四丁目アパート（上鷺宮 4-12、1996年 : 東京都市計画事業〈一団地の住宅施設〉）
- 都営上鷺宮四丁目第2アパート（上鷺宮 4-14、1998年）
- 都営上鷺宮二丁目アパート（上鷺宮 2-4、1993年）
- 都営大和町四丁目アパート（大和町 4-51、1995年 - 1998年）
- 都営第2鷺の宮アパート（白鷺 1-12、1964年）
- 都営第3江古田アパート（江古田 4-14、1960年）
- 都営中野中央二丁目アパート（中央 2-22、1968年）
- 都営中野本町五丁目アパート（本町 5-8、1971年）
- 都営南台五丁目アパート（南台 5-7、1977年）
- 都営南台四丁目アパート（南台 4-41、1975年）
- 都営南台二丁目アパート（南台 2-29、1969年）
- 都営白鷺一丁目アパート（白鷺 1-7、1993年）
- 都営白鷺一丁目第2アパート（白鷺 1-14、2000年）
- 都営弥生町三丁目アパート（弥生町 3-35、1973年）
- 都営弥生町二丁目アパート（弥生町 2-50、2003年 - 2005年）
- 野方団地（野方、賃貸92 1959年 現存 全面建替）

## 企業
上鷺宮
- スタジオエル

中央
- 銀座ルノアール
- 高見沢サイバネティックス
- ファーマライズホールディングス
- ブシロード
  - ブシロードムーブ
  - ゲームビズ
  - ブシロードミュージック
  - 劇団飛行船
  - 新日本プロレス
    - スターダム

- project No.9（スタジオ）
- マルマン
- 吉田製薬
- Lay-duce

中野
- エイムクリエイツ
- 河合製薬
- キリンホールディングス（キリングループ各社）
  - キリン
  - 麒麟麦酒
  - キリンビバレッジ
  - メルシャン
  - キリングループロジスティクス

- 栗田工業
- スタジオカフカ
- 西武信用金庫
- 東映アニメーション（本社）
- トムス・エンタテインメント
  - テレコム・アニメーションフィルム
  - トゥーンアディショナルピクチャーズ
  - トムス・ミュージック

- バグフィルム
- MAPPA
- 丸井グループ本社
  - 丸井（OIOI）
  - エポスカード

- まんだらけ
- 南日本運輸倉庫
- 四谷大塚
- ワールドフォトプレス

東中野
- EOTA
- 関東バス
- チューリッヒ保険
- 葉月（オーガスト）
- ライオン事務器

本町
- E&H production
- CloverWorks
- ソフト・オン・デマンド
- DINOS CORPORATION
- Boundary
- マッドハウス
- レオパレス21

弥生町
- 金吾堂製菓
- ビットグルーヴプロモーション

若宮
- 鷺宮製作所

## 中野区が舞台の作品

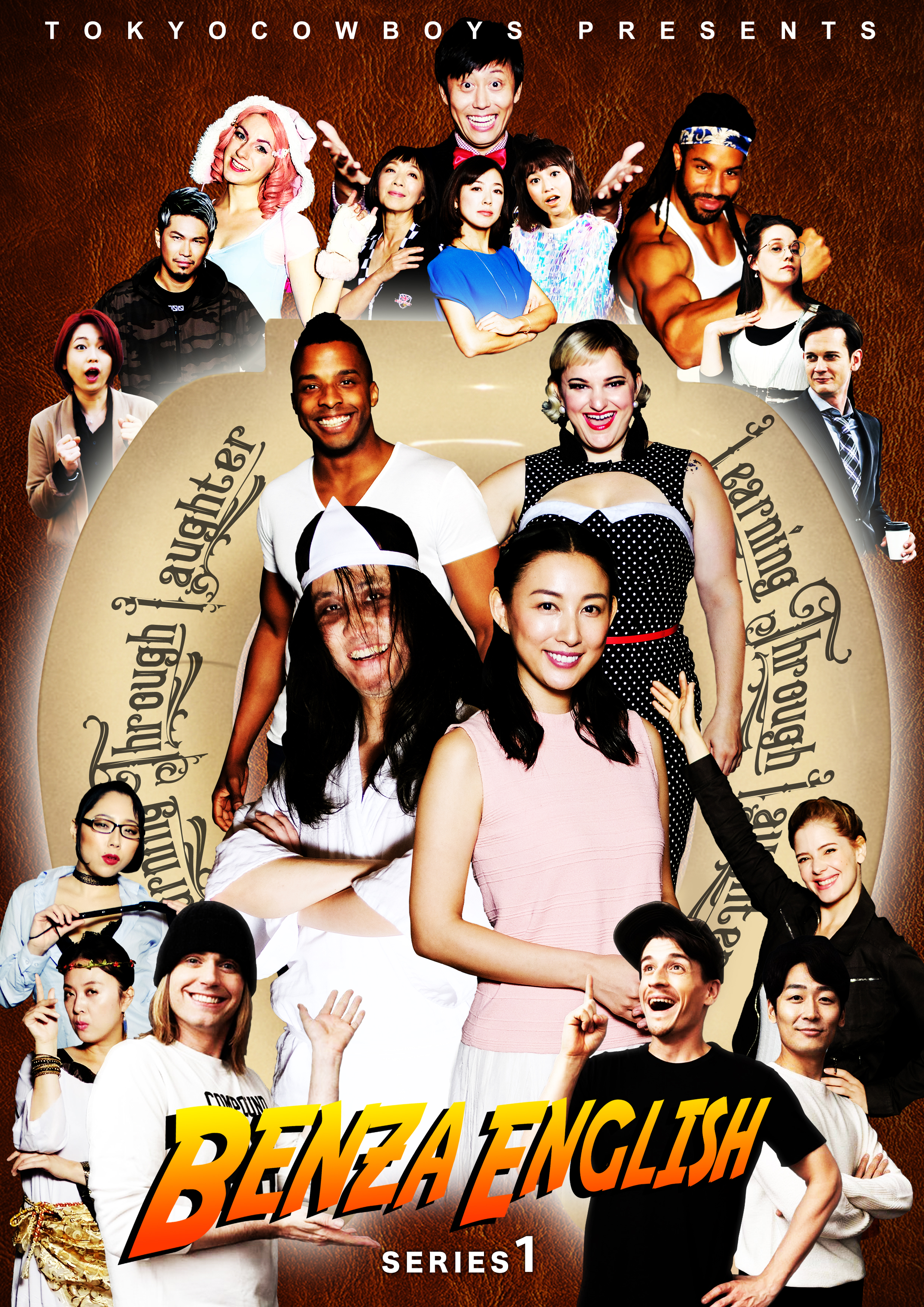
Benza Englishポスター

- The Benza：2019年Amazonプライムビデオ)[31]。作品の舞台は東中野をモデルにしており、撮影も東中野で行われている。
- Benza English (2020年Amazonプライムビデオ) [32]作中の舞台であり、東中野タレント事務所など固有名詞としても使われている。
- The Benza RPG[33]：スマホ冒険のフィールドは東中野をモデルに細部にわたって作成されている。
- 恋の都：三島由紀夫の小説。主人公の戦前住んでいた実家が中野区。
- たきび：巽聖歌作詞、渡辺茂作曲の童謡。モデルは、現在の新井薬師前駅のそば。歌詞冒頭の「垣根」も健在する。

- 陸軍中野学校
- りびんぐゲーム：星里もちる原作の漫画。

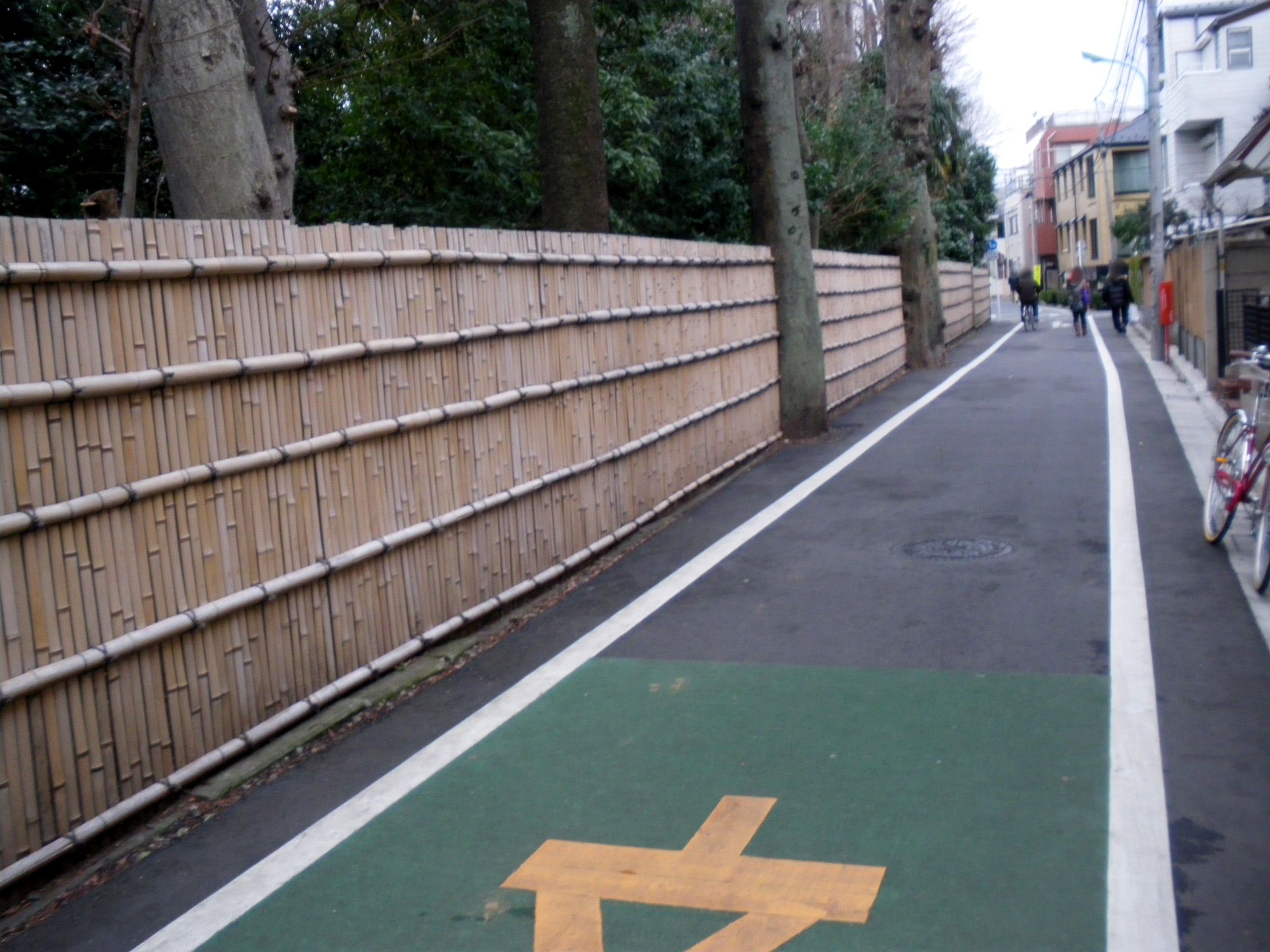
上高田にある『たきび』の歌発祥の地。歌詞冒頭の垣根の風情を現在も見ることができる。

- リング0 バースデイ：鈴木光司原作のホラー映画、リングシリーズの完結編。主人公の山村貞子の住所が中野区。鶴田法男監督。
- こんにちは、中野さん!：時任忍志原作のホラー漫画。
- 夕凪の街 桜の国：こうの史代原作の漫画。
- 海辺のカフカ：村上春樹の小説。
- UG☆アルティメットガール：2005年のテレビアニメ（UHFアニメ）。主人公の女子高生3人は中野坂上にある二子山学園高校（架空の高校）に在籍。中野駅北口での怪獣との対決あり。中野ブロードウェイも舞台になった。
- 円卓生徒会：本田透のライトノベル。作中では架空の「東中野区」となっている。
- 仮面ライダー555：特撮。主人公の住所であるクリーニング屋の所在地が中野区東中野と設定されている。
- 仮面ライダー電王：特撮。主人公の住所である喫茶店の所在地が中野区中野と設定されている。
- 愛と死を見つめて：映画。浜田光夫が演じた河野実の住んでいた東京信濃寮が当時中野5丁目にあった。その後、寮は東京都小金井市に移り、跡地は打越保育園になっている。
- 臨場：横山秀夫原作の警察小説およびテレビドラマ。ドラマ第一章、第1話「鉢植えの女」の冒頭で起きた事件現場マンションが「中野区本町9丁目」という設定。なお、実際は本町は6丁目までであり“9丁目”は存在しない。撮影には練馬区春日町6丁目のマンションの外観を使用した。
- 仁義の墓場：実在したヤクザ、石川力夫の伝記映画。深作欣二監督。

## ゆかりのある人物
出身者・居住歴・事業所のある人物を示す。

### 実業家
- 鈴木九郎：室町時代の商人。商売などで成功し「中野長者」と呼ばれていた。現在の中野坂上に邸宅を構えていた（現在の成願寺付近）。首都高速道路中央環状線の出入口「中野長者橋」も、これにゆかりがある。
- 青木湯之助：実業家。「紅花」創業者。かつては「郷宏之」の芸名で俳優、タップダンサーをしていた。
- 青木廣彰 - 実業家。冒険家。「BENIHANA」オーナーだった。通称「ロッキー青木」。モデル、女優としてアメリカで活躍するデヴォン青木の父。
- 田中綾華：ROSE LABO創業者。
- 金子明雄 - テレビプロデューサー。元テレビ東京ミュージック社長。

### 諸分野の学者・文化人
- 河上肇：1933年、中野区住吉町三〇番地（現在の東中野4-17）にあった画家・椎名剛美方に潜伏していたところを特別高等警察（特高）に逮捕され、中野署に拘留され、後に豊多摩刑務所（現・平和の森公園）に移る。
- 北一輝：中野区桃園町四〇番地（現在の中野三丁目一六番）に千数百坪の豪邸を構えていた。
- 周恩来：東京留学中、華洲園付近（現在の東中野五丁目一四・五番）に下宿していた。
- 星島二郎：弁護士、衆議院議員。衆議院議長を務めた経歴もある。
- 青島幸男：作家、作詞家、タレント、俳優、放送作家、映画監督、政治家。参議院議員（通算5期）、東京都知事（第13代）を歴任。中野ブロードウェイに知事時代まで住んでいた。
- 木村博史：ビジネス書作家・放送作家
- 高橋浩：テレビ朝日元編成局編成部長、東映アニメーション元社長（2003年 - 2011年）。広島県福山市生まれ。一時期中野区で幼少期を過ごす。
- 林武：画家。昭和10年、新井に転居。昭和26年から東京芸術大学教授。昭和38年に渋谷区へ転居。昭和42年に文化勲章受章。
- 升田幸三：将棋棋士。実力制第4代名人。
- 伊東豊雄：建築家。自邸のシルバーハットがある。かつて「中野本町の家」もあった。生まれは京城。
- みつはしちかこ：漫画家。鷺宮に居住歴あり。
- さいとう・たかを：漫画家。さいとう・プロダクションが中野区中野にある。
- 東畑精一：農業経済学者。現在の中野2丁目に居住。
- 飯塚幸三[34]：計量学者。
- 米長邦雄：将棋棋士。日本将棋連盟会長。1998年より「永世棋聖」を名乗る。生まれは山梨県。中学から中野区に転居。都立鷺宮高校・中央大学出身。白鷺在住。
- 北条司 ：漫画家。『キャッツ♥アイ』の連載が決定し、上京するにあたって編集部が用意したアパートが鷺宮にあった。
- 萩原一至：漫画家。白鷺出身。
- 西又葵：イラストレーター。
- 本田透：著作家、作家。
- 松岡象一郎：特殊メイクアップアーティスト。
- 伊東章夫：漫画家。鷺宮在住。
- 唐沢なをき - 漫画家。在住。
- 大松達知：歌人。在住。
- 本橋成一：写真家、映画監督。
- 長島有里枝：写真家。
- 佐藤奈々子：歌手、写真家。
- パンク町田：作家、動物研究家。
- 田中研之輔：社会学者。
- 落合恵子：作家、元アナウンサー。生まれは宇都宮市で小学一年から中野区で育った。
- 茂木健一郎：脳科学者。生後間もなくして春日部市に転居し中学時代まで育った。
- 平松礼二：日本画家。名古屋市育ち。
- 遠藤彰子：洋画家。
- 堀田佳男：ジャーナリスト。
- 末岡志保美：居合道家。
- 清水哲男：詩人。
- 中園ミホ：脚本家。
- 小池真理子：小説家。
- 多和田葉子：小説家。
- 不破哲三：政治家、共産主義者。
- 高橋岩太郎：ヤクザ、右翼活動家。
- 清水英雄：講演家、詩人。
- 大久保寛：英米文学翻訳家。

### 芸能
- 哀川翔：俳優
- 池田秀一：声優・俳優
- 市川由衣：タレント、グラビアアイドル。
- 五輪真弓：歌手。
- 稲川淳二：タレント・工業デザイナー。
- 井上彩名：女優
- 伊武雅刀：俳優、声優、ナレーター。
- 忌野清志郎：歌手。中野区生まれ、東京都国分寺市育ち。
- イルカ：シンガーソングライター。
- 江頭2:50：お笑い芸人、タレント、YouTuber。
- 江原真二郎：俳優。40年以上前に練馬区に転居。
- 遠藤章造：お笑い芸人、タレント。
- 大槻ケンヂ：歌手、作家、俳優。
- 岡村隆史：お笑い芸人、タレント・俳優。
- 小沢仁志：俳優、映画監督、プロデューサー
- 小谷美裕：女優
- 小野早稀：声優
- 叶順子：元俳優
- 狩野英孝：お笑い芸人、タレント。
- 河合雪之丞：俳優
- 川島章良：お笑い芸人。お笑いコンビ「はんにゃ.」のツッコミ。中野区育ち。
- 神田陽子：講談師
- KORN（ブラザー・コーン）：歌手・タレント。
- 小島麻由美：シンガーソングライター。
- 沙央くらま：元宝塚歌劇団専科男役
- 坂本龍一：音楽家、俳優。
- 佐藤恭子：1977年ミス・ユニバース日本代表
- 佐分利信：役者。住居跡は中野区に寄付をされ現在は東山高齢者会館が建っている。
- 沢田研二：歌手、俳優。
- 沢田聖子：シンガーソングライター。
- スギちゃん：お笑い芸人・タレント。
- 関口誠人：シンガーソングライター（元C-C-B）。
- せんちゃん：お笑い芸人。お笑いコンビ「クールポコ。」のツッコミ。
- DAIGO：ミュージシャン。中野区生まれ
- 太地喜和子：女優
- 竹内太郎：俳優。
- 竹山隆範：お笑い芸人、タレント。
- 立川清登：オペラ歌手。東中野に住んでいた。
- 田中裕二：お笑いタレント。
- 鳥肌実：お笑い芸人・演説家。中野にことり事務所がある。
- 中川翔子：タレント、歌手、声優。
- 中原ひとみ：女優。夫の江原真二郎とともに転居。
- 名古屋章：俳優。
- 難波章浩：ミュージシャン。新潟市育ち。
- 西島三重子：シンガーソングライター・作曲家
- 根上淳：俳優。
- 野辺剛正：シンガーソングライター、ミュージシャン。
- 野村義男：ミュージシャン、ギタリスト。
- 橋幸夫：歌手。
- 長谷部徹 ：作曲家、編曲家。
- 華形ひかる：元宝塚歌劇団専科男役
- はねだえりか（旧・羽田惠理香）：タレント（元CoCo）。
- 浜田麻里：ミュージシャン。
- 范文雀：女優。中野区生まれ、広島市育ち。
- 久本雅美：お笑い芸人、タレント。
- ひし美ゆり子：女優。中野区生まれ。
- 松村邦洋：お笑い芸人、タレント。
- 松本まりか：女優、声優。
- 三浦理恵子 - タレント・女優（元CoCo）。
- ミスタースイム（池屋瑛）：YouTuber、エンターテイナー。
- 三波春夫：中野区江古田に広大な「御殿」を構え、その脇の道路は通称「ちゃんちき通り」と呼ばれた。
- 三波豊和：タレント。
- 宮川賢：俳優、ラジオパーソナリティ、脚本家、演出家、放送作家。
- 六平直政：俳優
- 柳原可奈子：お笑い芸人。
- YOSHIKI：ミュージシャン。中野区中野のコーポに住んでいたと『天才・たけしの元気が出るテレビ!!』で放送。
- 吉俣良：音楽プロデューサー、作曲家。
- 山里亮太：南海キャンディーズ。お笑い芸人・タレント。東中野在住。
- 山本陽子：女優。中野区生まれ。

### 芸能事務所
- 北島音楽事務所

### スポーツ
- 貴ノ花利彰（本名・花田満）：元大相撲力士（大関）。中野新橋に藤島部屋→二子山部屋を構え、師匠並びに日本相撲協会理事を務めた
- 貴乃花光司（本名・花田光司）：元大相撲力士、第65代横綱・貴乃花光司。元貴乃花部屋師匠及び日本相撲協会理事。
- 花田虎上：元大相撲力士、第66代横綱・若乃花勝。事業家でもあり、タレントでもある。
- 馬場口洋一：男性総合格闘家、元大相撲力士。
- 榎本喜八：元プロ野球選手。
- 山口貴弘：元サッカー選手。
- 前田和明：元サッカー選手。
- 重松健太郎：サッカー選手。
- 岡田博喜：プロボクサー。
- ガッツ石松：元WBC世界ライト級王者、タレント
- 山中慎介：元WBC世界バンタム級王者。2016年11月に名誉区民となる。
- エル・リンダマン：プロレスラー。
- 矢崎拓也：プロ野球選手・東京ヤクルトスワローズ
- 加藤収二：プロボクサー。
- 塩崎優衣：女子ラグビー選手。
- 笹川大五：ラグビー選手。
- 佐藤道郎：元プロ野球選手。
- 川尻哲郎：元プロ野球選手。
- 戸田亮：元プロ野球選手。
- 若林晃弘：プロ野球選手・北海道日本ハムファイターズ
- 松本健吾：プロ野球選手・東京ヤクルトスワローズ
- 中嶋千尋：プロゴルファー。

### 放送
- 中田有紀：フリーアナウンサー。元青森放送アナウンサー。
- 梨元勝：芸能レポーター。
- 藤井暁：テレビ朝日アナウンサー。
- 吉村功：元東海テレビアナウンサー。
- 中村理恵：tvkアナウンサー。
- 会田幸恵：フリーアナウンサー。株式会社KEE'S取締役副社長[35]、同社運営アナウンススクール室長[36]。元愛媛朝日テレビアナウンサー。元圭三プロダクション所属。
- 小林まどか：元FM福島アナウンサー。
- 竹内由恵：フリーアナウンサー。元テレビ朝日アナウンサー[37]。
- 相馬知実：元静岡放送アナウンサー。
- 土井敏之：TBSテレビアナウンサー。
- 森本毅郎：元NHKアナウンサー。
- 榎並大二郎：フジテレビアナウンサー。
- 木幡美子：元フジテレビアナウンサー。
- 堀江ゆかり：フリーアナウンサー、ラジオパーソナリティ。元茨城放送アナウンサー。

1960年代から1970年代にかけては、多くの著名人が「中野ブロードウェイマンション」に居住していた。

## 大きな事件・事故など
- 東中野駅列車追突事故：1988年（昭和63年）12月5日に発生し、2名が死亡。
- 特別区区長公選制
- 教育委員準公選制（中野区教育委員候補者選定に関する区民投票条例）
- 中野富士見中学いじめ自殺事件：学級担任がいじめに加担するなど、いじめ自殺事件として社会的に注目された。
- 少年誘拐ホルマリン漬け事件
- 東京都中野区暴力団組員殺害事件
- 東京中野放火事件（未解決）
- 富士高校放火事件
- 元厚生事務次官宅連続襲撃事件

### 新型コロナウイルス感染
- 2020年4月14日、中野江古田病院で、入院患者や医師ら計92人が新型コロナウイルスに感染した。都は、「大規模なクラスター（感染集団）」として、中野区の保健所を支援する。医師や看護師の約100人の入院患者の検査を進め、87人の感染が確認された。患者は70歳代以上の高齢者だという[38]。